# 2023
| [ Edytuj tabelę ]                                                | |
| Prezydent Polski                                                 | - 2015 Andrzej Duda |
| Premier Polski                                                   | - 2017 Mateusz Morawiecki 2023 - 2023 Donald Tusk                                                                                       |
| Prezydent Abchazji                                               | - 2020 Asłan Bżanija |
| Premier Abchazji                                                 | - 2020 Aleksandr Ankwab |
| Emir Afganistanu                                                 | - 2021 Hibatullah Achundzada |
| Premier Afganistanu                                              | - 2021 Hasan Achund (p.o.) 2023 - 2023 Abdul Kabir (p.o.) 2023 - 2023 Hasan Achund (p.o.)                                               |
| Prezydent Albanii                                                | - 2022 Bajram Begaj |
| Premier Albanii                                                  | - 2013 Edi Rama |
| Prezydent Algierii                                               | - 2019 Abdelmadjid Tebboune |
| Premier Algierii                                                 | - 2021 Ajman Bin Abd ar-Rahman 2023 - 2023 Nadir al-Arbawi                                                                              |
| Współksiążęta Andory                                             | - 2003 Joan Enric Vives Sicília - 2017 Emmanuel Macron                                                                                  |
| Premier Andory                                                   | - 2019 Xavier Espot Zamora |
| Prezydent Angoli                                                 | - 2017 João Lourenço |
| Premier Antigui i Barbudy                                        | - 2014 Gaston Browne |
| Król Arabii Saudyjskiej                                          | - 2015 Salman ibn Abd al-Aziz Al Su’ud                                                                                                  |
| Prezydent Argentyny                                              | - 2019 Alberto Fernández 2023 - 2023 Javier Milei                                                                                       |
| Prezydent Armenii                                                | - 2022 Wahagn Chaczaturian |
| Premier Armenii                                                  | - 2018 Nikol Paszinian |
| Premier Australii                                                | - 2022 Anthony Albanese |
| Prezydent Austrii                                                | - 2017 Alexander Van der Bellen |
| Kanclerz Austrii                                                 | - 2021 Karl Nehammer 2025 |
| Prezydent Azerbejdżanu                                           | - 2003 İlham Əliyev |
| Premier Azerbejdżanu                                             | - 2019 Əli Əsədov |
| Premier Bahamów                                                  | - 2021 Philip Davis |
| Król Bahrajnu                                                    | - 2002 Hamad ibn Isa Al Chalifa |
| Premier Bahrajnu                                                 | - 2020 Salman ibn Hamad ibn Isa Al Chalifa                                                                                              |
| Prezydent Bangladeszu                                            | - 2013 Abdul Hamid 2023 - 2023 Shahabuddin Chuppu                                                                                       |
| Premier Bangladeszu                                              | - 2009 Sheikh Hasina 2024 |
| Prezydent Barbadosu                                              | - 2021 Sandra Mason |
| Premier Barbadosu                                                | - 2018 Mia Mottley |
| Król Belgów                                                      | - 2013 Filip I |
| Premier Belgii                                                   | - 2020 Alexander De Croo 2025 |
| Premier Belize                                                   | - 2020 Juan Antonio Briceño |
| Prezydent Beninu                                                 | - 2016 Patrice Talon |
| Król Bhutanu                                                     | - 2006 Jigme Khesar Namgyel Wangchuck                                                                                                   |
| Premier Bhutanu                                                  | - 2018 Lotay Tshering 2023 - 2023 Chogyal Dago Rigdzin (p.o.) 2024                                                                      |
| Prezydent Białorusi                                              | - 1994 Alaksandr Łukaszenka |
| Premier Białorusi                                                | - 2020 Raman Hałouczenka 2025 |
| Prezydent Boliwii                                                | - 2020 Luis Arce |
| Przewodniczący Prezydium Bośni i Hercegowiny                     | - 2022 Željka Cvijanović 2023 - 2023 Željko Komšić 2024                                                                                 |
| Premier Bośni i Hercegowiny                                      | - 2019 Zoran Tegeltija 2023 - 2023 Borjana Krišto                                                                                       |
| Prezydent Botswany                                               | - 2018 Mokgweetsi Masisi 2024 |
| Prezydent Brazylii                                               | - 2019 Jair Bolsonaro 2023 - 2023 Luiz Inácio Lula da Silva                                                                             |
| Sułtan Brunei                                                    | - 1967 Hassanal Bolkiah |
| Prezydent Bułgarii                                               | - 2017 Rumen Radew |
| Premier Bułgarii                                                 | - 2022 Gyłyb Donew 2023 - 2023 Nikołaj Denkow 2024                                                                                      |
| Przewodniczący Ruchu na rzecz Ochrony i Odbudowy Burkina Faso    | - 2022 Ibrahim Traore |
| Prezydent Burundi                                                | - 2020 Evariste Ndayishimiye |
| Premier Burundi                                                  | - 2022 Gervais Ndirakobuca |
| Prezydent Chile                                                  | - 2022 Gabriel Boric |
| Przewodniczący ChRL                                              | - 2013 Xi Jinping |
| Premier Chin                                                     | - 2013 Li Keqiang 2023 - 2023 Li Qiang                                                                                                  |
| Prezydent Chorwacji                                              | - 2020 Zoran Milanović |
| Premier Chorwacji                                                | - 2016 Andrej Plenković |
| Prezydent Cypru                                                  | - 2013 Nikos Anastasiadis 2023 - 2023 Nikos Christodulidis                                                                              |
| Prezydent Cypru Północnego                                       | - 2020 Ersin Tatar |
| Przewodniczący Tymczasowej Rady Wojskowej Czadu                  | - 2021 Mahamat Déby Itno |
| Premier Czadu                                                    | - 2022 Saleh Kebzabo (p.o.) 2024 |
| Prezydent Czarnogóry                                             | - 2018 Milo Đukanović 2023 - 2023 Jakov Milatović                                                                                       |
| Premier Czarnogóry                                               | - 2022 Dritan Abazović 2023 - 2023 Milojko Spajić                                                                                       |
| Prezydent Czech                                                  | - 2013 Miloš Zeman 2023 - 2023 Petr Pavel                                                                                               |
| Premier Czech                                                    | - 2021 Petr Fiala |
| Król Danii                                                       | - 1972 Małgorzata II 2024 |
| Premier Danii                                                    | - 2019 Mette Frederiksen |
| Prezydent DR Konga                                               | - 2019 Félix Tshisekedi |
| Premier DR Konga                                                 | - 2021 Jean-Michel Sama Lukonde 2024 |
| Dalajlama                                                        | - 1940 Tenzin Gjaco |
| Prezydent Dominikany                                             | - 2020 Luis Abinader |
| Prezydent Dominiki                                               | - 2013 Charles Savarin 2023 - 2023 Sylvanie Burton                                                                                      |
| Premier Dominiki                                                 | - 2004 Roosevelt Skerrit |
| Prezydent Dżibuti                                                | - 1999 Ismail Omar Guelleh |
| Premier Dżibuti                                                  | - 2013 Abdoulkader Kamil Mohamed |
| Prezydent Egiptu                                                 | - 2014 Abd al-Fattah as-Sisi |
| Premier Egiptu                                                   | - 2018 Mustafa Madbuli |
| Prezydent Ekwadoru                                               | - 2021 Guillermo Lasso 2023 - 2023 Daniel Noboa                                                                                         |
| Prezydent Erytrei                                                | - 1993 Isajas Afewerki |
| Prezydent Estonii                                                | - 2021 Alar Karis |
| Premier Estonii                                                  | - 2021 Kaja Kallas 2024 |
| Król Eswatini                                                    | - 2018 Ntombi (współpanująca) - 2018 Mswati III                                                                                         |
| Premier Eswatini                                                 | - 2021 Cleopas Dlamini 2023 - 2023 Mgwagwa Gamedze (p.o.) 2023 - 2023 Russell Dlamini                                                   |
| Prezydent Etiopii                                                | - 2018 Sahle-Work Zewde |
| Premier Etiopii                                                  | - 2018 Abiy Ahmed Ali |
| Przew. Komisji Europejskiej                                      | - 2019 Ursula von der Leyen (Niemcy) |
| Przew. Rady Europejskiej                                         | - 2019 Charles Michel (Belgia) 2024 |
| Prezydent Fidżi                                                  | - 2021 Wiliame Katonivere 2024 |
| Premier Fidżi                                                    | - 2022 Sitiveni Rabuka |
| Prezydent Filipin                                                | - 2022 Ferdinand Marcos Jr. |
| Prezydent Finlandii                                              | - 2012 Sauli Niinistö 2024 |
| Premier Finlandii                                                | - 2019 Sanna Marin 2023 - 2023 Petteri Orpo                                                                                             |
| Prezydent Francji                                                | - 2017 Emmanuel Macron |
| Premier Francji                                                  | - 2022 Élisabeth Borne 2024 |
| Prezydent Gabonu                                                 | - 2009 Ali Bongo Ondimba 2023 - 2023 Brice Clotaire Oligui Nguema                                                                       |
| Premier Gabonu                                                   | - 2020 Rose Christiane Raponda 2023 - 2023 Alain Claude Bilie By Nze 2023 - 2023 Raymond Ndong Sima                                     |
| Prezydent Gambii                                                 | - 2017 Adama Barrow |
| Prezydent Ghany                                                  | - 2017 Nana Akufo-Addo 2025 |
| Prezydent Grecji                                                 | - 2020 Ekaterini Sakielaropulu 2025 |
| Premier Grecji                                                   | - 2019 Kiriakos Mitsotakis 2023 - 2023 Joanis Sarmas 2023 - 2023 Kiriakos Mitsotakis                                                    |
| Premier Grenady                                                  | - 2022 Dickon Mitchell |
| Prezydent Gruzji                                                 | - 2018 Salome Zurabiszwili 2024 |
| Premier Gruzji                                                   | - 2021 Irakli Garibaszwili 2024 |
| Prezydent Gujany                                                 | - 2020 Irfaan Ali |
| Premier Gujany                                                   | - 2020 Mark Phillips |
| Prezydent Gwatemali                                              | - 2020 Alejandro Giammattei 2024 |
| Prezydent Gwinei                                                 | - 2021 Mamady Doumbouya (p.o.) |
| Premier Gwinei                                                   | - 2022 Bernard Gomou 2024 |
| Prezydent Gwinei Bissau                                          | - 2020 Umaro Sissoco Embaló |
| Premier Gwinei Bissau                                            | - 2020 Nuno Gomes Nabiam 2023 - 2023 Geraldo Martins 2023 - 2023 Rui Duarte de Barros                                                   |
| Prezydent Gwinei Równikowej                                      | - 1979 Teodoro Obiang Nguema Mbasogo |
| Premier Gwinei Równikowej                                        | - 2016 Francisco Pascual Obama Asue 2023 - 2023 Manuela Roka Botey 2024                                                                 |
| Prezydent Haiti                                                  | - 2021 Ariel Henry (p.o.) 2024 |
| Premier Haiti                                                    | - 2021 Ariel Henry 2024 |
| Król Hiszpanii                                                   | - 2014 Filip VI |
| Premier Hiszpanii                                                | - 2018 Pedro Sánchez |
| Król Holandii                                                    | - 2013 Wilhelm-Aleksander |
| Premier Holandii                                                 | - 2010 Mark Rutte 2024 |
| Prezydent Hondurasu                                              | - 2022 Xiomara Castro |
| Najwyższy przywódca Iranu                                        | - 1989 Ali Chamenei |
| Prezydent Iranu                                                  | - 2021 Ebrahim Ra’isi 2024 |
| Prezydent Iraku                                                  | - 2022 Abdul Latif Raszid |
| Premier Iraku                                                    | - 2022 Muhammad Szija as-Sudani |
| Prezydent Indii                                                  | - 2022 Draupadi Murmu |
| Premier Indii                                                    | - 2014 Narendra Modi |
| Prezydent Indonezji                                              | - 2014 Joko Widodo 2024 |
| Prezydent Irlandii                                               | - 2011 Michael D. Higgins |
| Premier Irlandii                                                 | - 2022 Leo Varadkar 2024 |
| Prezydent Islandii                                               | - 2016 Guðni Th. Jóhannesson 2024 |
| Premier Islandii                                                 | - 2017 Katrín Jakobsdóttir 2024 |
| Prezydent Izraela                                                | - 2021 Jicchak Herzog |
| Premier Izraela                                                  | - 2022 Binjamin Netanjahu |
| Premier Jamajki                                                  | - 2016 Andrew Holness |
| Cesarz Japonii                                                   | - 2019 Naruhito |
| Premier Japonii                                                  | - 2021 Fumio Kishida 2024 |
| Prezydent Jemenu                                                 | - 2022 Raszad al-Alimi |
| Król Jordanii                                                    | - 1999 Abd Allah II |
| Premier Jordanii                                                 | - 2020 Biszr al-Chasawina 2024 |
| Król Kambodży                                                    | - 2004 Norodom Sihamoni |
| Premier Kambodży                                                 | - 1993 Hun Sen 2023 - 2023 Hun Manet |
| Prezydent Kamerunu                                               | - 1982 Paul Biya |
| Premier Kamerunu                                                 | - 2019 Joseph Ngute |
| Premier Kanady                                                   | - 2015 Justin Trudeau 2025 |
| Prezydent Górskiego Karabachu                                    | - 2020 Arajik Harutiunian 2023 - 2023 Dawit Iszchanjan 2023 - 2023 Samwel Szahramanian 2023                                             |
| Emir Kataru                                                      | - 2013 Tamim ibn Hamad |
| Premier Kataru                                                   | - 2020 Chalid ibn Chalifa ibn Abd al-Aziz Al Sani 2023 - 2023 Muhammad ibn Abdul Rahman Al Sani                                         |
| Prezydent Kazachstanu                                            | - 2019 Kasym-Żomart Tokajew |
| Premier Kazachstanu                                              | - 2022 Alichan Smaiłow 2024 |
| Prezydent Kenii                                                  | - 2022 William Ruto |
| Prezydent Kirgistanu                                             | - 2021 Sadyr Dżaparow |
| Przewodniczący Gabinetu Ministrów Kirgistanu                     | - 2021 Akyłbiek Dżaparow 2024 |
| Prezydent Kiribati                                               | - 2016 Taneti Maamau |
| Prezydent Kolumbii                                               | - 2022 Gustavo Petro |
| Prezydent Konga                                                  | - 1997 Denis Sassou-Nguesso |
| Premier Konga                                                    | - 2021 Anatole Collinet Makosso |
| Patriarcha Konstantynopola                                       | - 1991 Bartłomiej I |
| Prezydent Korei Południowej                                      | - 2022 Yoon Suk-yeol 2025 |
| Premier Korei Południowej                                        | - 2022 Han Duck-soo 2024 |
| Przewodniczący Komisji Spraw Państwowych KRLD                    | - 2019 Kim Dzong Un |
| Najwyższy Przywódca KRLD                                         | - 2011 Kim Dzong Un |
| Premier KRLD                                                     | - 2020 Kim Tok-hun 2024 |
| Prezydent Kosowa                                                 | - 2021 Vjosa Osmani |
| Premier Kosowa                                                   | - 2021 Albin Kurti |
| Prezydent Kostaryki                                              | - 2022 Rodrigo Chaves Robles |
| Prezydent Kuby                                                   | - 2019 Miguel Díaz-Canel |
| Premier Kuby                                                     | - 2019 Manuel Marrero Cruz |
| Emir Kuwejtu                                                     | - 2020 Nawwaf 2023 - 2023 Miszal |
| Premier Kuwejtu                                                  | - 2022 Ahmad Nawwaf al-Ahmad as-Sabah 2024                                                                                              |
| Prezydent Laosu                                                  | - 2021 Thongloun Sisoulith |
| Król Lesotho                                                     | - 1996 Letsie III |
| Premier Lesotho                                                  | - 2022 Sam Matekane |
| Prezydent Libanu                                                 | - 2022 Nadżib Mikati (p.o.) 2025 |
| Premier Libanu                                                   | - 2021 Nadżib Mikati 2025 |
| Prezydent Liberii                                                | - 2018 George Weah 2024 |
| Przywódca Libii                                                  | - 2021 Muhammad al-Manfi |
| Premier Libii                                                    | - 2021 Abd al-Hamid ad-Dubajba |
| Książę Liechtensteinu                                            | - 1989 Jan Adam II |
| Premier Liechtensteinu                                           | - 2021 Daniel Risch 2025 |
| Prezydent Litwy                                                  | - 2019 Gitanas Nausėda |
| Premier Litwy                                                    | - 2020 Ingrida Šimonytė 2024 |
| Wielki książę Luksemburga                                        | - 2000 Henryk |
| Premier Luksemburga                                              | - 2013 Xavier Bettel 2023 - 2023 Luc Frieden                                                                                            |
| Prezydent Łotwy                                                  | - 2019 Egils Levits 2024 |
| Premier Łotwy                                                    | - 2019 Arturs Krišjānis Kariņš 2023 - 2023 Evika Siliņa                                                                                 |
| Prezydent Macedonii Północnej                                    | - 2019 Stewo Pendarowski 2024 |
| Premier Macedonii Północnej                                      | - 2022 Dimitar Kowaczewski 2024 |
| Prezydent Madagaskaru                                            | - 2019 Andry Rajoelina 2023 - 2023 Christian Ntsay (p.o.) 2023 - 2023 Richard Ravalomanan (p.o.) 2023 - 2023 Andry Rajoelina            |
| Premier Madagaskaru                                              | - 2018 Christian Ntsay |
| Prezydent Malawi                                                 | - 2020 Lazarus Chakwera |
| Prezydent Malediwów                                              | - 2018 Ibrahim Mohamed Solih 2023 - 2023 Mohamed Muizzu                                                                                 |
| Król Malezji                                                     | - 2019 Abdullah 2024 |
| Premier Malezji                                                  | - 2022 Anwar Ibrahim |
| Prezydent Mali                                                   | - 2021 Assimi Goita (p.o.) |
| Premier Mali                                                     | - 2022 Choguel Kokalla Maïga (p.o.) 2024                                                                                                |
| Prezydent Malty                                                  | - 2019 George Vella 2024 |
| Premier Malty                                                    | - 2020 Robert Abela |
| Król Maroka                                                      | - 1999 Muhammad VI |
| Premier Maroka                                                   | - 2021 Aziz Achannusz |
| Prezydent Mauretanii                                             | - 2019 Muhammad wuld al-Ghazwani |
| Premier Mauretanii                                               | - 2020 Muhammad wuld Bilal 2024 |
| Prezydent Mauritiusa                                             | - 2019 Prithvirajsing Roopun 2024 |
| Premier Mauritiusa                                               | - 2017 Pravind Jugnauth 2024 |
| Prezydent Meksyku                                                | - 2018 Andrés Manuel López Obrador 2024                                                                                                 |
| Prezydent Mikronezji                                             | - 2019 David W. Panuelo 2023 - 2023 Wesley Simina                                                                                       |
| Prezydent Mjanmy                                                 | - 2021 Myint Swe (p.o.) 2024 |
| Premier Mjanmy                                                   | - 2021 Min Aung Hlaing |
| Prezydent Mołdawii                                               | - 2020 Maia Sandu |
| Premier Mołdawii                                                 | - 2021 Natalia Gavrilița 2023 - 2023 Dorin Recean                                                                                       |
| Książę Monako                                                    | - 2005 Albert II |
| Minister stanu Monako                                            | - 2020 Pierre Dartout 2024 |
| Prezydent Mongolii                                               | - 2021 Uchnaagijn Chürelsüch |
| Premier Mongolii                                                 | - 2021 Luvsannamsrain Oyun-Erdene |
| Prezydent Mozambiku                                              | - 2015 Filipe Nyusi 2025 |
| Premier Mozambiku                                                | - 2022 Adriano Maleiane 2025 |
| Prezydent Naddniestrza                                           | - 2016 Wadim Krasnosielski |
| Prezydent Namibii                                                | - 2015 Hage Geingob 2024 |
| Premier Namibii                                                  | - 2015 Saara Kuugongelwa 2025 |
| Sekretarz generalny NATO                                         | - 2014 Jens Stoltenberg (Norwegia) 2024                                                                                                 |
| Prezydent Nauru                                                  | - 2022 Russ Kun 2023 - 2023 David Adeang                                                                                                |
| Prezydent Nepalu                                                 | - 2015 Bidhya Devi Bhandari 2023 - 2023 Ram Chandra Poudel                                                                              |
| Premier Nepalu                                                   | - 2022 Pushpa Kamal Dahal 2024 |
| Prezydent Niemiec                                                | - 2017 Frank-Walter Steinmeier |
| Kanclerz Niemiec                                                 | - 2021 Olaf Scholz 2025 |
| Prezydent Nigru                                                  | - 2021 Mohamed Bazoum 2023 - 2023 Hassoumi Massaoudou (p.o.) - 2023 Abdourahamane Tchiani                                               |
| Premier Nigru                                                    | - 2021 Ouhoumoudou Mahamadou 2023 - 2023 Ali Lamine Zeine                                                                               |
| Prezydent Nigerii                                                | - 2015 Muhammadu Buhari 2023 - 2023 Bola Tinubu                                                                                         |
| Prezydent Nikaragui                                              | - 2007 Daniel Ortega 2025 |
| Król Norwegii                                                    | - 1991 Harald V |
| Premier Norwegii                                                 | - 2021 Jonas Gahr Støre |
| Premier Nowej Zelandii                                           | - 2017 Jacinda Ardern 2023 - 2023 Chris Hipkins 2023 - 2023 Christopher Luxon                                                           |
| Prezydent Osetii Południowej                                     | - 2022 Alan Gaglojew |
| Sułtan Omanu                                                     | - 2020 Hajsam ibn Tarik Al Sa’id |
| Sekretarz generalny ONZ                                          | - 2017 António Guterres (Portugalia) |
| Prezydent Pakistanu                                              | - 2018 Arif Alvi 2024 |
| Premier Pakistanu                                                | - 2022 Shehbaz Sharif 2023 - 2023 Anwar ul Haq Kakar (p.o.) 2024                                                                        |
| Prezydent Palau                                                  | - 2021 Surangel Whipps Jr. |
| Prezydent Palestyny                                              | - 2013 Mahmud Abbas |
| Premier Palestyny                                                | - 2019 Mohammed Sztajeh 2024 |
| Prezydent Panamy                                                 | - 2019 Laurentino Cortizo 2024 |
| Papież                                                           | - 2013 Franciszek 2025 |
| Premier Papui-Nowej Gwinei                                       | - 2019 James Marape |
| Prezydent Paragwaju                                              | - 2018 Mario Abdo Benítez 2023 - 2023 Santiago Peña                                                                                     |
| Prezydent Peru                                                   | - 2022 Dina Boluarte |
| Premier Peru                                                     | - 2022 Alberto Otárola 2024 |
| Prezydent Południowej Afryki                                     | - 2018 Cyril Ramaphosa |
| Prezydent Portugalii                                             | - 2016 Marcelo Rebelo de Sousa |
| Premier Portugalii                                               | - 2015 António Costa 2024 |
| Sekretarz generalny Rady Europy                                  | - 2019 Marija Pejčinović Burić (Chorwacja) 2024                                                                                         |
| Prezydent Republiki Środkowoafrykańskiej                         | - 2016 Faustin-Archange Touadéra |
| Premier Republiki Środkowoafrykańskiej                           | - 2022 Félix Moloua |
| Prezydent Republiki Zielonego Przylądka                          | - 2021 José Maria Neves |
| Premier Republiki Zielonego Przylądka                            | - 2016 Ulisses Correia e Silva |
| Prezydent Rosji                                                  | - 2012 Władimir Putin |
| Premier Rosji                                                    | - 2020 Michaił Miszustin |
| Prezydent Rumunii                                                | - 2014 Klaus Iohannis 2025 |
| Premier Rumunii                                                  | - 2021 Nicolae Ciucă 2023 - 2023 Cătălin Predoiu (p.o.) 2023 - 2023 Marcel Ciolacu                                                      |
| Prezydent Rwandy                                                 | - 2000 Paul Kagame |
| Premier Rwandy                                                   | - 2017 Édouard Ngirente |
| Premier Saint Kitts i Nevis                                      | - 2022 Terrance Drew |
| Premier Saint Lucia                                              | - 2021 Philip Pierre |
| Premier Saint Vincent i Grenadyn                                 | - 2001 Ralph Gonsalves |
| Prezydent Salwadoru                                              | - 2019 Nayib Bukele 2023 - 2023 Claudia Rodríguez de Guevara (p.o.) 2024                                                                |
| O le Ao o le Malo Samoa                                          | - 2017 Tuimalealiʻifano Vaʻaletoa Sualauvi II                                                                                           |
| Premier Samoa                                                    | - 2021 Naomi Mataʻafa |
| Kapitanowie Regenci San Marino                                   | - 2022 Manuel Ciavatta Maria Luisa Berti 2023 - 2023 Alessandro Scarano Adele Tonnini 2023 - 2023 Gaetano Troina Filippo Tamagnini 2024 |
| Sekretarz Stanu do spraw Politycznych i Zagranicznych San Marino | - 2020 Luca Beccari |
| Prezydent Senegalu                                               | - 2012 Macky Sall 2024 |
| Premier Senegalu                                                 | - 2022 Amadou Ba 2024 |
| Prezydent Serbii                                                 | - 2017 Aleksandar Vučić |
| Premier Serbii                                                   | - 2017 Ana Brnabić 2024 |
| Prezydent Seszeli                                                | - 2020 Wavel Ramkalawan |
| Prezydent Sierra Leone                                           | - 2018 Julius Maada Bio |
| Premier Sierra Leone                                             | - 2021 Jacob Jusu Saffa 2023 - 2023 David Moinina Sengeh                                                                                |
| Prezydent Singapuru                                              | - 2017 Halimah Yacob 2023 - 2023 Tharman Shanmugaratnam                                                                                 |
| Premier Singapuru                                                | - 2004 Lee Hsien Loong 2024 |
| Prezydent Słowacji                                               | - 2019 Zuzana Čaputová 2024 |
| Premier Słowacji                                                 | - 2021 Eduard Heger 2023 - 2023 Ľudovít Ódor 2023 - 2023 Robert Fico                                                                    |
| Prezydent Słowenii                                               | - 2022 Nataša Pirc Musar |
| Premier Słowenii                                                 | - 2022 Robert Golob |
| Prezydent Somalii                                                | - 2022 Hassan Sheikh Mohamud |
| Premier Somalii                                                  | - 2022 Hamza Abdi Barre |
| Prezydent Sri Lanki                                              | - 2022 Ranil Wickremesinghe 2024 |
| Premier Sri Lanki                                                | - 2022 Dinesh Gunawardena 2024 |
| Przewodniczący Rady Suwerennej Sudanu                            | - 2019 Abd al-Fattah Abd ar-Rahman al-Burhan                                                                                            |
| Premier Sudanu                                                   | - 2022 Usman Husajn 2025 |
| Prezydent Sudanu Południowego                                    | - 2011 Salva Kiir Mayardit |
| Prezydent Surinamu                                               | - 2020 Chan Santokhi |
| Prezydent Syrii                                                  | - 2000 Baszszar al-Asad 2024 |
| Premier Syrii                                                    | - 2020 Husajn Arnus 2024 |
| Prezydent Szwajcarii                                             | - 2023 Alain Berset 2023 |
| Król Szwecji                                                     | - 1973 Karol XVI Gustaw |
| Premier Szwecji                                                  | - 2022 Ulf Kristersson |
| Prezydent Tadżykistanu                                           | - 1994 Emomali Rahmon |
| Premier Tadżykistanu                                             | - 2013 Kohir Rasulzoda |
| Król Tajlandii                                                   | - 2016 Maha Vajiralongkorn |
| Premier Tajlandii                                                | - 2014 Prayuth Chan-ocha 2023 - 2023 Srettha Thavisin 2024                                                                              |
| Prezydent Tajwanu                                                | - 2016 Tsai Ing-wen 2024 |
| Prezydent Tanzanii                                               | - 2021 Samia Suluhu |
| Premier Tanzanii                                                 | - 2015 Kassim Majaliwa |
| Prezydent Timoru Wschodniego                                     | - 2022 José Ramos-Horta |
| Premier Timoru Wschodniego                                       | - 2018 Taur Matan Ruak 2023 - 2023 Xanana Gusmão                                                                                        |
| Prezydent Togo                                                   | - 2005 Faure Gnassingbé 2025 |
| Premier Togo                                                     | - 2020 Victoire Tomegah Dogbé 2025 |
| Król Tonga                                                       | - 2012 Tupou VI |
| Premier Tonga                                                    | - 2021 Siaosi Sovaleni 2024 |
| Prezydent Trynidadu i Tobago                                     | - 2018 Paula-Mae Weekes 2023 - 2023 Christine Kangaloo                                                                                  |
| Premier Trynidadu i Tobago                                       | - 2015 Keith Rowley 2025 |
| Prezydent Tunezji                                                | - 2019 Kais Saied |
| Premier Tunezji                                                  | - 2021 Najla Boudin Romdhane 2023 - 2023 Ahmad al-Haszszani 2024                                                                        |
| Prezydent Turcji                                                 | - 2014 Recep Tayyip Erdoğan |
| Prezydent Turkmenistanu                                          | - 2022 Serdar Berdimuhamedow |
| Prezydent Ugandy                                                 | - 1986 Yoweri Museveni |
| Premier Ugandy                                                   | - 2021 Robinah Nabbanja |
| Prezydent Ukrainy                                                | - 2019 Wołodymyr Zełenski |
| Premier Ukrainy                                                  | - 2020 Denys Szmyhal |
| Prezydent Urugwaju                                               | - 2020 Luis Lacalle Pou 2025 |
| Prezydent USA                                                    | - 2021 Joe Biden 2025 |
| Prezydent Uzbekistanu                                            | - 2016 Shavkat Mirziyoyev |
| Premier Uzbekistanu                                              | - 2016 Abdulla Aripov |
| Prezydent Vanuatu                                                | - 2022 Nikenike Vurobaravu |
| Premier Vanuatu                                                  | - 2022 Ishmael Kalsakau 2023 - 2023 Sato Kilman 2023 - 2023 Charlot Salwai 2025                                                         |
| Prezydent Wenezueli                                              | - 2013 Nicolás Maduro |
| Prezydent Węgier                                                 | - 2022 Katalin Novák 2024 |
| Premier Węgier                                                   | - 2010 Viktor Orbán |
| Monarcha Wielkiej Brytanii                                       | - 2022 Karol III |
| Premier Wielkiej Brytanii                                        | - 2022 Rishi Sunak 2024 |
| Prezydent Wietnamu                                               | - 2021 Nguyễn Xuân Phúc 2023 - 2023 Võ Thị Ánh Xuân (p.o.) 2023 - 2023 Võ Văn Thưởng 2024                                               |
| Premier Wietnamu                                                 | - 2021 Phạm Minh Chính |
| Prezydent Włoch                                                  | - 2015 Sergio Mattarella |
| Premier Włoch                                                    | - 2022 Giorgia Meloni |
| Prezydent WKS                                                    | - 2010 Alassane Ouattara |
| Premier WKS                                                      | - 2021 Patrick Achi 2023 - 2023 Robert Beugré Mambé                                                                                     |
| Prezydent Wysp Marshalla                                         | - 2020 David Kabua 2024 |
| Prezydent Wysp Świętego Tomasza i Książęcej                      | - 2021 Carlos Vila Nova |
| Prezydent Zambii                                                 | - 2021 Hakainde Hichilema |
| Prezydent Zimbabwe                                               | - 2017 Emmerson Mnangagwa |
| Prezydent ZEA                                                    | - 2022 Muhammad ibn Zajid Al Nahajjan                                                                                                   |
| Premier ZEA                                                      | - 2006 Muhammad ibn Raszid al-Maktum |

Rok 2023 / MMXXIII
stulecia: XX wiek ~
XXI wiek ~
XXII wiek

dziesięciolecia:
1990–1999 •
2000–2009 •
2010–2019 •
2020–2029

lata: 2013 «
2018 «
2019 «
2020 «
2021 «
2022 «
2023
» 2024
» 2025
» 2026
» 2027
» 2028
» 2033

## Rok 2023 ogłoszono
- Rokiem Mikołaja Kopernika (w 550. rocznicę urodzin – Polska)[1]
- Rokiem Jana Matejki (w 130. rocznicę śmierci – Polska)[1]
- Rokiem Wisławy Szymborskiej (w 100. rocznicę urodzin – Polska)[1]
- Rokiem Pamięci Bohaterek i Bohaterów Getta Warszawskiego (w 80. rocznicę powstania w getcie warszawskim – Polska)[2]
- Rokiem Włodzimierza Przerwy-Tetmajera (w 100. rocznicę śmierci – Polska)[2]
- Rokiem Wojciecha Korfantego (w 150. rocznicę urodzin – Polska)[3]
- Rokiem Pawła Edmunda Strzeleckiego (w 150. rocznicę śmierci – Polska)[3]
- Rokiem Aleksandra Fredry (w 230. rocznicę urodzin – Polska)[3]
- Rokiem Aleksandry Piłsudskiej (w 60. rocznicę śmierci – Polska)[3]
- Rokiem Maurycego Mochnackiego (w 220. rocznicę urodzin – Polska)[3]
- Rokiem Jadwigi Zamoyskiej (w 100. rocznicę śmierci – Polska)[3]
- Rokiem Jerzego Nowosielskiego (w 100. rocznicę urodzin – Polska)[3]
- Międzynarodowym Rokiem Prosa (ONZ)[4]
- Europejskim Rokiem Umiejętności (Unia Europejska)[5].

## Wydarzenia w Polsce

### Styczeń
- 1 stycznia:
  - Miękinia, Jeżów, Dąbrowice, Rozprza, Ujazd, Książ Wielki, Czarny Dunajec, Latowicz, Bodzanów, Jastrząb, Jadów, Włodowice, Łopuszno, Piekoszów, Miasteczko Krajeńskie, uzyskały prawa miejskie[6].
  - wejście w życie ustawy przekształcającej Centralny Szpital Kliniczny MSWiA w Warszawie w Państwowy Instytut Medyczny Ministerstwa Spraw Wewnętrznych i Administracji[7].
  - Marek Konarzewski objął stanowisko prezesa Polskiej Akademii Nauk[8].
- 6 stycznia – wejście w życie ustawy z dnia 4 listopada 2022 r. o systemie identyfikacji i rejestracji zwierząt[9], która zastąpiła ustawę z dnia 2 kwietnia 2004 roku o systemie identyfikacji i rejestracji zwierząt i wprowadza jednolite funkcjonowanie systemu identyfikacji i rejestracji zwierząt zgodnie z unijnym rozporządzeniem 2016/429 i przepisy związane z walką z afrykańskim pomorem świń (ASF).
- 11 stycznia – Sejm RP uchwalił nowelizację ustawy o Sądzie Najwyższym[10], której uchwalenie było kamieniem milowym ze strony Komisji Europejskiej w celu odblokowania polskiego Krajowego Planu Odbudowy[11].
- 14 stycznia – Telewizja Polska S.A. zakończyła nadawanie wszystkich swoich programów telewizyjnych na multipleksie ósmym naziemnej telewizji cyfrowej[12].
- 20–23 stycznia – główne obchody 160. rocznicy wybuchu Powstania Styczniowego[13].
- 26 stycznia – Sejm RP uchwalił nowelizację Kodeksu wyborczego, która m.in. dostosowuje przepisy do umowy z 2020 r. między Polską a Wielką Brytanią w kwestii udziału w niektórych wyborach przez obywateli jednego państwa, zamieszkujących na terytorium drugiego państwa po brexicie, wprowadza Centralny Rejestr Wyborców i zwiększa liczbę lokali wyborczych w mniejszych gminach[14].
- 27 stycznia – wybuch gazu w Katowicach, zginęły 2 osoby, rannych zostało 7 osób w tym 3 dzieci[15].
- 28 stycznia – papież Franciszek przyjął rezygnację ordynariusza gliwickiego biskupa Jana Kopca[16].
- 29 stycznia – odbył się 31. finał Wielkiej Orkiestry Świątecznej Pomocy, na którym zostały zebrane pieniądze na walkę z sepsą[17].
- styczeń – partia polityczna Twój Ruch podjęła decyzję o samorozwiązaniu i tym samym zakończyła działalność[18].

### Luty
- 1 lutego – oficjalny start szóstego multipleksu naziemnej telewizji cyfrowej w Polsce[19][20].
- 2 lutego – papież Franciszek przyjął rezygnację ordynariusza koszalińsko-kołobrzeskiego biskupa Edwarda Dajczaka, którego następcą został dotychczasowy koadiutor tej diecezji – bp Zbigniew Zieliński[21].
- 8 lutego – Sejm RP uchwalił nowelizację ustawy o inwestycjach w zakresie elektrowni wiatrowych (tzw. ustawa wiatrakowa)[22], której uchwalenie było jednym z kamieni milowych ze strony Komisji Europejskiej w celu odblokowania polskiego Krajowego Planu Odbudowy, a jej głównym celem jest m.in. zmniejszenie wymaganej odległości elektrowni wiatrowych od zabudowań[23].
- 10 lutego – prezydent RP Andrzej Duda podjął decyzję o skierowaniu do Trybunału Konstytucyjnego nowelizacji ustawy o Sądzie Najwyższym, której uchwalenie było kamieniem milowym ze strony Komisji Europejskiej w celu odblokowania polskiego Krajowego Planu Odbudowy (KPO)[24].
- 15 lutego – ukazał się ostatni numer miesięcznika „Auto Moto”, wydawanego od 2002 roku[25].
- 20–22 lutego – wizyta prezydenta Stanów Zjednoczonych Joego Bidena w Polsce[26].
- 22 lutego – wizyta prezydent Węgier Katalin Novák[27].

### Marzec
- 9 marca:
  - Sejm RP IX kadencji przyjął uchwałę w sprawie obrony dobrego imienia św. Jana Pawła II, po emisji w TVN24 reportażu Marcina Gutowskiego „Franciszkańska 3”, w którym postawiono papieżowi Polakowi zarzut ukrywania pedofilii w Kościele[28].
  - Sejm RP uchwalił ustawę o aplikacji mObywatel[29].
- 11 marca – Sławomir Oder przyjął sakrę biskupią, objął urząd ordynariusza gliwickiego i odbył ingres do katedry Świętych Apostołów Piotra i Pawła w Gliwicach[30].
- 13 marca – prezydent RP Andrzej Duda podpisał nowelizację Kodeksu wyborczego i tzw. ustawę wiatrakową[31].
- 16 marca – Sąd Okręgowy w Gdańsku skazał (nieprawomocnie) Stefana Wilmonta na karę dożywotniego pozbawienia wolności i orzekł względem niego środek karny, w postaci pozbawienia praw publicznych na 10 lat, za zabójstwo prezydenta Gdańska Pawła Adamowicza[32].
- 16–17 marca – wizyta prezydenta Czech Petra Pavla[33].
- 22 marca – wizyta premiera Japonii Fumio Kishidy[34].
- 22–23 marca – wizyta brytyjskiego następcy tronu Williama. Książę Walii odwiedził Rzeszów i Warszawę[35].
- 31 marca – wejście w życie nowelizacji Kodeksu wyborczego[36].

### Kwiecień
- 2 kwietnia – w Warszawie i w całej Polsce odbył się Narodowy Marsz Papieski w 18. rocznicę śmierci św. Jana Pawła[37].
- 3 kwietnia – PGE Polska Grupa Energetyczna nabyła od Funduszu CVC poprzez umowę kupna 100% akcji spółki PKP Energetyka S.A. i tym samym zakończyła proces jej renacjonalizacji[38]. Dzień później w związku z tym spółka zmieniła nazwę na PGE Energetyka Kolejowa S.A[39].
- 5 kwietnia:
  - wizyta prezydenta Ukrainy w Polsce. Wołodymyr Zełenski odwiedził Warszawę i Chełm[40][41].
  - Chełm i Lublin otrzymały od prezydenta Ukrainy tytuły honorowe „Miasto-ratownik”[42].
  - prezydent RP Andrzej Duda odznaczył prezydenta Wołodymyra Zełenskiego Orderem Orła Białego[43].
  - minister rolnictwa i rozwoju wsi Henryk Kowalczyk podał się do dymisji w związku z opublikowaniem przez Komisję Europejską projektu przedłużenia bezcłowego i bezkontyngentowego importu zbóż z Ukrainy na kolejny rok, a co było sprzeczne z ustaleniami tzw. rolniczego „okrągłego stołu”[44].
- 6 kwietnia – prezydent RP Andrzej Duda powołał Roberta Telusa na funkcję ministra rolnictwa i rozwoju wsi i Janusza Cieszyńskiego na funkcję ministra cyfryzacji oraz odwołał Henryka Kowalczyka z funkcji ministra rolnictwa i rozwoju wsi i powołał na funkcję wiceprezesa Rady Ministrów[45].
- 12 kwietnia – Iwona Kurowska złożyła ślubowanie poselskie[46] i rozpoczęła wykonywanie mandatu w miejsce Marka Zagórskiego, który zrezygnował z manadtu[47].
- 14 kwietnia – Sejm RP uchwalił ustawę o Państwowej Komisji do spraw badania wpływów rosyjskich na bezpieczeństwo wewnętrzne Rzeczypospolitej Polskiej w latach 2007–2022[48].
- 19 kwietnia – obchody 80. rocznicy powstania w getcie warszawskim[49].
- 27 kwietnia – władze Polskiego Stronnictwa Ludowego i Polski 2050 Szymona Hołowni zawarły porozumienie o wspólnym starcie w wyborach parlamentarnych[50].

### Maj
- 1 maja – zakończono budowę zapory elektronicznej na granicy polsko-białoruskiej w związku z kryzysem migracyjnym[51].
- 3 maja – na kongresie partii politycznej Solidarnej Polski zmieniono nazwę partii na Suwerenna Polska[52].
- 9 maja – Sejm RP uchwalił ustawę o Funduszu Ochrony Rolnictwa[53].
- 25 maja – Sąd Najwyższy, uwzględniając w całości kasację Rzecznika Praw Obywatelskich, uniewinnił wszystkich skazanych w procesie brzeskim[54].
- 26 maja – Sejm RP uchwalił ustawę znoszącą całkowicie opłaty na państwowych autostradach i drogach ekspresowych dla motocykli i samochodów nieprzekraczających 3,5 tony[55].
- 29 maja – prezydent RP Andrzej Duda podpisał ustawę o powołaniu komisji ds. badania wpływów rosyjskich na bezpieczeństwo wewnętrzne Polski w latach 2007–2022[56], określoną przez projektodawców nazwą „lex anty-Putin”[57], a przez opozycję i część mediów nazwą „lex anty-Tusk”[58][59] lub „lex dopaść Tuska”[60].
- 30 maja – w Niemieckim Instytucie Historycznym w Warszawie, poseł Grzegorz Braun przerwał wykład prof. Jana Grabowskiego pt. „Polski (narastający) problem z historią Holokaustu”[61].
- 31 maja:
  - wejście w życie ustawy o Państwowej Komisji do spraw badania wpływów rosyjskich na bezpieczeństwo wewnętrzne Rzeczypospolitej Polskiej w latach 2007–2022[48].
  - papież Franciszek przyjął rezygnację metropolity katowickiego arcybiskupa Wiktora Skworca, którego następcą został dotychczasowy koadiutor tej archidiecezji – abp Adrian Galbas[62].

### Czerwiec
- 1 czerwca – zmiany nazw publicznych wyższych uczelni: Akademii Bialskiej Nauk Stosowanych im. Jana Pawła II na Akademia Bialska im. Jana Pawła II, Akademii Nauk Stosowanych w Łomży na Akademia Łomżyńska, Akademii Nauk Stosowanych w Tarnowie na Akademia Tarnowska, Akademii Pomorskiej w Słupsku na Uniwersytet Pomorski w Słupsku oraz Uniwersytetu Humanistyczno-Przyrodniczego im. Jana Długosza w Częstochowie na Uniwersytet Jana Długosza w Częstochowie[63].
- 4 czerwca – w Warszawie odbył się zorganizowany przez Platformę Obywatelską „Marsz 4 czerwca”. Wzięło w nim udział od 150 do 500 tysięcy osób[64].
- 13 czerwca – Stanisław Żmijan złożył ślubowanie poselskie i rozpoczął wykonywanie mandatu, w miejsce zmarłego posła Riada Haidara[65].
- 15 czerwca – wspólna wizyta trzech prezydentów państw afrykańskich: Azali Assoumani (Komory), Hakainde Hichilemy (Zambia) i Cyrila Ramaphosy (RPA)[66].
- 21 czerwca – prezydent RP Andrzej Duda powołał Jarosława Kaczyńskiego na urząd wiceprezesa Rady Ministrów w rządzie premiera Mateusza Morawieckiego i odwołał z tej funkcji ministrów Piotra Glińskiego, Jacka Sasina, Mariusza Błaszczaka i Henryka Kowalczyka przy jednoczesnym zachowaniu przez nich dotychczasowych stanowisk ministerialnych[67].
- 23 czerwca – prezydent RP Andrzej Duda podpisał ustawę znoszącą całkowicie opłaty na państwowych autostradach i drogach ekspresowych dla motocykli i samochodów nieprzekraczających 3,5 tony[68].
- 30 czerwca – oficjalne otwarcie i oddanie do użytku tunelu pod Świną[69].

### Lipiec
- 1 lipca:
  - zniesienie stanu zagrożenia epidemicznego wprowadzonego w Polsce w związku z pandemią choroby COVID-19 na obszarze całego kraju[70]. Zniesiono w związku z tym ostatnie obowiązujące wtedy obostrzenia epidemiczne m.in. obowiązek noszenia maseczek w placówkach medycznych[71].
  - wejście w życie ustawy z dnia 26 maja 2023 r. znoszącej całkowicie opłaty na państwowych autostradach i drogach ekspresowych dla motocykli i samochodów nieprzekraczających 3,5 tony[55].
  - wejście w życie ustawy wprowadzającej Fundusz Ochrony Rolnictwa[53].
- 2 lipca – na Stadionie Narodowym w Warszawie odbył się koncert brytyjskiego piosenkarza – Harry’ego Stylesa[72].
- 7 lipca – Sejm RP uchwalił ustawę wprowadzającą podniesienie świadczenia Rodzina 500 plus do 800 zł na każde dziecko[73].
- 9 lipca – ogłoszenie nominacji kardynalskiej dla arcybiskupa Grzegorza Rysia[74].
- 13–14 lipca – oficjalna wizyta prezydenta Republiki Korei Yoon Suk-yeola[75].
- 14 lipca – wejście w życie ustawy o aplikacji mObywatel[76].

### Sierpień
- 8 sierpnia:
  - prezydent RP Andrzej Duda zarządził wybory do Sejmu i Senatu na dzień 15 października[77].
  - minister zdrowia Adam Niedzielski podał się do dymisji[78].
- 10 sierpnia – prezydent RP Andrzej Duda powołał Katarzynę Sójkę na funkcję ministra zdrowia[79].
- 11 sierpnia – w Lublinie ewakuowano ok. 14 tys. osób, z powodu znaleziania niewybuchu (bomby lotniczej z czasów II wojny światowej)[80].
- 16 sierpnia: 
  - zawarcie porozumienia, przewidującego start kandydatów Agrounii z list Koalicji Obywatelskiej, w wyborach parlamentarnych[81].
  - wizyta prezydenta Łotwy Edgarsa Rinkēvičsa[82].

- 17 sierpnia:
  - Sejm podjął uchwałę o zarządzeniu referendum ogólnokrajowego[83].
  - Sejm uchwalił ustawę o niektórych zawodach medycznych[84], która reguluje funkcjonowanie pozostałych zawodów medycznych nieujętych w innych ustawach i w momencie wejścia w życie zastąpiła ustawę z dnia 18 lipca 1950 r. o odpowiedzialności zawodowej fachowych pracowników służby zdrowia.
- 21–22 sierpnia – oficjalna wizyta prezydenta Portugalii Marcelo Rebelo de Sousy[85].
- 25/26 sierpnia – atak hakerski na sieć PKP PLK w województwie zachodniopomorskim[86][87].
- 31 sierpnia – odwołanie Piotra Wawrzyka z urzędu sekretarza stanu w Ministerstwie Spraw Zagranicznych, w związku z aferą wizową[88].

### Wrzesień
- 4 września – zakończenie nadawania należącego do Telewizji Polskiej S.A. TVP ABC w pierwszym multipleksie naziemnej telewizji cyfrowej i tym samym wycofanie się TVP z tego multipleksu[89][90].
- 8 września – ukazał się ostatni numer dwutygodnika „Forum”, wydawanego od 1965 roku[91].
- 10 września – podczas uroczystej eucharystii w Markowej beatyfikowano Józefa i Wiktorię Ulmów oraz ich 7 dzieci[92].
- 18–23 września – 48. Festiwal Polskich Filmów Fabularnych w Gdyni[93].
- 24 września – wybory do Izb Rolniczych VII kadencji[94].

### Październik
- 1 października:
  - wejście w życie nowelizacji Kodeksu karnego uchwalonej przez Sejm RP IX kadencji 7 lipca 2022[95], która zaostrza odpowiedzialność karną wobec sprawców przestępstw przeciwko życiu, zdrowiu, wolności seksualnej i własności, likwiduje karę 25 lat pozbawienia wolności, wprowadza elastyczny wymiar kar od 1 miesiąca do 30 lat pozbawienia wolności i karę dożywotniego pozbawienia wolności bez możliwości warunkowego zwolnienia[96].
  - odbył się zorganizowany przez Koalicję Obywatelską „Marsz Miliona Serc” w Warszawie[97].
  - utworzenie Uniwersytetu Kaliskiego im. Prezydenta Stanisława Wojciechowskiego, w miejsce Akademii Kaliskiej im. Prezydenta Stanisława Wojciechowskiego[63].
  - Uniwersytet Pedagogiczny im. Komisji Edukacji Narodowej w Krakowie zmienił nazwę na Uniwersytet Komisji Edukacji Narodowej w Krakowie[98].
- 9 października – TVP1, TVP Info i TVP Polonia transmitowały debatę wyborczą Telewizji Polskiej, z udziałem przedstawicieli ogólnopolskich komitetów wyborczych: Krzysztofa Bosaka (Konfederacja), Szymona Hołowni (Trzecia Droga), Krzysztofa Maja (Bezpartyjni Samorządowcy), Mateusza Morawieckiego (Prawo i Sprawiedliwość), Joanny Scheuring-Wielgus (Lewica) i Donalda Tuska (Koalicja Obywatelska)[99].
- 10 października – prezydent Andrzej Duda przyjął dymisje Szefa Sztabu Generalnego Wojska Polskiego gen. Rajmunda Andrzejczaka (jednocześnie powołując na to stanowisko dotychczasowego Dowódcę Generalnego Rodzajów Sił Zbrojnych gen. broni Wiesława Kukułę) oraz Dowódcy Operacyjnego Rodzajów Sił Zbrojnych gen. broni Tomasza Piotrowskiego (którego następcą został dotychczasowy dowódca Wojsk Obrony Terytorialnej gen. dyw. Maciej Klisz)[100][101].
- 13 października – TVP Info wyemitowała fragmenty nagrania podsłuchanej rozmowy prezesa NIK Mariana Banasia z zastępcą przewodniczącego TS Markiem Chmajem[102].
- 15 października – wybory parlamentarne[103][104] i referendum ogólnokrajowe w Polsce[105]. Do Sejmu weszło 5 komitetów wyborczych, a najwyższe poparcie, po raz trzeci z rzędu uzyskał komitet wyborczy PiS, który otrzymał 35,38% głosów (194 mandaty), co oznacza, że nie udało mu się zdobyć większości sejmowej, umożliwiającej sformowanie samodzielnego rządu. Do Sejmu dostały się także: KO (30,70% głosów –157 mandatów), TD (14,40% głosów – 65 mandatów), NL (8,61% – 26 mandatów) i KWiN (7,16% – 18 mandatów). Ustawowego progu wyborczego, jako jedyny z komitetów ogólnopolskich, nie przekroczył KW Bezpartyjni Samorządowcy (1,86 %)[106][107]. Mandatów nie uzyskał również KWW Mniejszość Niemiecka, obecny w Sejmie nieprzerwanie od 1991 roku[108]. Frekwencja wyniosła 74,38% i była to największa frekwencja wyborcza w historii III Rzeczypospolitej[109][110]. W wyborach do Senatu 66 mandatów zdobyli kandydaci tzw. paktu senackiego (KO, PSL, Polska 2050, NL oraz kandydaci nielazeżni), wobec 34 mandatów uzyskanych przez kandydatów PiS[111]. Frekwencja w referendum wyniosła 40,91%, co oznacza, że referendum jest niewiążące[112].
- 24 października – przyjęcie przez papieża Franciszka rezygnacji ordynariusza sosnowieckiego biskupa Grzegorza Kaszaka[113].
- 27 października – prezydent Andrzej Duda wskazał gen. broni Wiesława Kukułę, jako osobę przewidzianą do mianowania na stanowisko Naczelnego Dowódcy Sił Zbrojnych na czas wojny[114].

### Listopad
- 9 listopada – prezydent Andrzej Duda powołał Marka Sawickiego na funkcję Marszałka Seniora Sejmu X kadencji i Michała Seweryńskiego na funkcję Marszałka Seniora Senatu XI kadencji[115].
- 10 listopada – liderzy czterech partii Donald Tusk (PO), Szymon Hołownia (TD – PL2050), Władysław Kosiniak-Kamysz (TD – PSL) i Włodzimierz Czarzasty oraz Robert Biedroń (NL) zawarli porozumienie podpisując umowę koalicyjną umożliwiającą utworzenie rządu w X kadencji Sejmu[116].
- 13 listopada:
  - pierwsze posiedzenie Sejmu X kadencji:
    - na stanowisko Marszałka Sejmu wybrano Szymona Hołownię (Polska 2050)
    - na stanowiska wicemarszałków wybrano: Krzysztofa Bosaka (Konfederacja), Włodzimierza Czarzastego (NL), Dorotę Niedzielę (KO), Monikę Wielichowską (KO) i Piotra Zgorzelskiego (PSL)

  - pierwsze posiedzenie Senatu XI kadencji:
    - na stanowisko Marszałka Senatu wybrano Małgorzatę Kidawę-Błońską (KO)
    - na stanowiska wicemarszałków wybrano: Magdalenę Biejat (NL), Rafała Grupińskiego (KO), Michała Kamińskiego (PSL) i Macieja Żywnę (Polska 2050)[117].

  - prezydent Andrzej Duda przyjął dymisję Rady Ministrów i ponownie desygnował Mateusza Morawieckiego na stanowisko premiera RP[118].
- 16 listopada – uchylenie tymczasowego aresztowania wobec Włodzimierza Karpińskiego, w związku z objęciem przez niego mandatu posła do Parlamentu Europejskiego – w miejsce wybranego do Sejmu Krzysztofa Hetmana[119].
- 20 listopada – prezydent Krakowa Jacek Majchrowski ogłosił, że nie będzie się ubiegał o kolejną kadencję w wyborach samorządowych w 2024 roku[120].
- 20–21 listopada – oficjalna wizyta prezydenta Finlandii Sauli Niinistö[121].
- 27 listopada – zaprzysiężenie trzeciego rządu Mateusza Morawieckiego[122].

### Grudzień
- 4 grudnia – otwarcie Areny Gorzów[123].
- 6 grudnia – na Cmentarzu Wojskowym na Powązkach w Warszawie, pochowano gen. dyw. Stanisława Kopańskiego i ppłk Stefana Eichlera, których szczątki ekshumowano z Wielkiej Brytanii[124].
- 7 grudnia – Sejm powołał komisję śledczą ds. wyborów kopertowych[125].
- 10 grudnia:
  - Uruchomiono połączenia pasażerskie S9 relacji Częstochowa – Tarnowskie Góry obsługiwane przez Koleje Śląskie tym samym przywracając połączenia pasażerskie na linii kolejowej nr 182[126].
  - Rozpoczęła się przebudowa katowickiego węzła kolejowego w ramach budowy kolei aglomeracyjnej, a funkcjonująca dotychczas stacja Będzin została zlikwidowana dla ruchu pasażerskiego[127].
- 11 grudnia:
  - Prezes Rady Ministrów Mateusz Morawiecki wygłosił w Sejmie exposé, po czym głosami posłów X kadencji nie uzyskał wotum zaufania; za: 190, przeciw: 266, nikt się nie wstrzymał[128].
  - Donald Tusk większością Sejmu RP X kadencji został wybrany w drugim kroku konstytucyjnym na Prezesa Rady Ministrów[129]. Otrzymał on misję utworzenia swojego trzeciego rządu; głosowało 449 posłów, za 248, przeciw 201[130].
- 12 grudnia:
  - poseł Grzegorz Braun przy pomocy gaśnicy zgasił zapaloną w budynku Sejmu chanukiję[131]. W związku z tym wydarzeniem został wykluczony z obrad przez Marszałka Sejmu, zapowiedziano także złożenie w tej sprawie wniosku do prokuratury[132].
  - Donald Tusk wygłosił exposé, podczas którego zaprezentował skład rządu[133], a Sejm udzielił rządowi wotum zaufania; za zagłosowało 248 posłów, przeciw oddano 201 głosów, nikt się nie wstrzymał[134].
- 13 grudnia – zaprzysiężenie Donalda Tuska na Prezesa Rady Ministrów i jego trzeciego gabinetu[135].
- 16 grudnia – rady polityczne Partii Republikańskiej oraz Prawa i Sprawiedliwości podjęły uchwały o połączeniu obu partii politycznych poprzez wchłonięcie Partii Republikańskiej przez PiS[136][137][138].
- 19 grudnia:
  - Anna Baluch złożyła ślubowanie poselskie i rozpoczęła wykonywanie mandatu w miejsce Artura Sobonia powołanego w skład Zarządu NBP[139].
  - Sejm X kadencji podjął uchwałę w sprawie przywrócenia ładu prawnego oraz bezstronności i rzetelności mediów publicznych oraz Polskiej Agencji Prasowej[140].
  - Sejm powołał komisję śledczą w sprawie afery wizowej[141].
  - W TVP1, TVP Info i TVP Polonia po raz ostatni wyemitowano główne wydanie „Wiadomości”[142].
- 20 grudnia:
  - minister kultury i dziedzictwa narodowego Bartłomiej Sienkiewicz dokonał odwołania dotychczasowych prezesów Zarządów Telewizji Polskiej, Polskiego Radia i Polskiej Agencji Prasowej i ich Rady Nadzorcze[143]. Działania te zostały zakwestionowane jako niezgodne z prawem przez m.in. środowiska związane z Prawem i Sprawiedliwością[144][145][146]. To doprowadziło do sporu o media publiczne w Polsce[147].
  - o godzinie 11:18 kanał TVP Info wstrzymał nadawanie, a następnie rozpoczął emisję sygnału innego kanału telewizyjnego, TVP1[148]. Stało się to w związku z odwołaniem dotychczasowego zarządu TVP oraz powołaniem przez nową Radę Nadzorczą nowego prezesa, Tomasza Syguta[149][150][151]. Sama decyzja o odwołaniu poprzedniego prezesa, Mateusza Matyszkowicza została podjęta dzień wcześniej przez ministra kultury i dziedzictwa narodowego, Bartłomieja Sienkiewicza[151].
  - byli szefowie CBA Mariusz Kamiński i Maciej Wąsik zostali prawomocnie skazani przez Sąd Okręgowy w Warszawie na dwa lata pozbawienia wolności związku z „aferą gruntową”[152]. Otrzymali oni również pięcioletni zakaz pełnienia funkcji publicznych[153]. Kancelaria Prezydenta RP nie uznała wyroku, wydając oświadczenie, że w jej ocenie nadal ważne i w mocy prawnej pozostaje ułaskawienie prezydenta z 2015[154].
  - Monika Horna-Cieślak objęła urząd Rzecznika Praw Dziecka[155].
  - Sejm podjął uchwałę w sprawie usunięcia skutków kryzysu konstytucyjnego w kontekście pozycji ustrojowej oraz funkcji Krajowej Rady Sądownictwa w demokratycznym państwie prawnym[156].
- 21 grudnia:
  - w wyniku wyroku z poprzedniego dnia, Marszałek Sejmu Szymon Hołownia stwierdził wygaśnięcie mandatów poselskich Mariusza Kamińskiego i Macieja Wąsika[157].
  - po raz pierwszy wyemitowano program informacyjny „19.30” w TVP1, zastępując dotychczasowe „Wiadomości”, które były nadawane od 18 listopada 1989 roku[158].
- 23 grudnia:
  - arcybiskup metropolita warszawski kard. Kazimierz Nycz ogłosił, że złożył na ręce papieża Franciszka rezygnację z zajmowanego urzędu[159].
  - prezydent Andrzej Duda skorzystał z prawa weta względem ustawy z dnia 21 grudnia 2023 r. o szczególnych rozwiązaniach służących realizacji ustawy budżetowej na rok 2024[160].
- 27 grudnia – Ministerstwo Kultury i Dziedzictwa Narodowego opublikowało komunikat w sprawie postawienia w stan likwidacji spółek akcyjnych: Telewizja Polska, Polskie Radio i Polska Agencja Prasowa[161].
- 29 grudnia: 
  - naruszenie polskiej przestrzeni powietrznej w okolicach Zamościa przez rosyjską rakietę manewrującą[162].
  - minister kultury i dziedzictwa narodowego Bartłomiej Sienkiewicz postanowił o likwidacji 17 regionalnych rozgłośni Polskiego Radia[163].
  - o godzinie 19.30 kanał TVP Info wznowił nadawanie[164].

## Wydarzenia na świecie

### Styczeń
- 1 stycznia:
  - Chorwacja przystąpiła do strefy Euro (wycofując dotychczasową walutę – kunę chorwacką) oraz do strefy Schengen[165].
  - Szwecja objęła prezydencję w Radzie Unii Europejskiej.
  - Uzbekistan zaczął w pełni posługiwać się alfabetem łacińskim[166][167].
  - zaprzysiężenie Luiza Inácio Luli da Silvy na trzecią kadencję prezydenta Brazylii[168] oraz Geraldo Alckmina na urząd wiceprezydenta Brazylii.
  - Alain Berset objął urząd prezydenta Szwajcarii, a Viola Amherd – wiceprezydenta Szwajcarii[169].
  - Eleusis, Timișoara i Veszprém zostały Europejskimi Stolicami Kultury 2023[170].
- 2 stycznia – w Watykanie bazylice św. Piotra wystawiono na widok publiczny ciało papieża seniora Benedykta XVI[171].
- 3 stycznia – początek kadencji 118. Kongresu Stanów Zjednoczonych[172]. Patty Murray, jako pierwsza kobieta w historii – została wybrana na Przewodniczącą pro tempore Senatu Stanów Zjednoczonych, po rezygnacji Dianne Feinstein z ubiegania się o tę funkcję[173].
- 5 stycznia – na placu świętego Piotra w Watykanie odbył się pierwszy w historii Kościoła pogrzeb papieża seniora pod przewodnictwem urzędującego papieża[174].
- 7 stycznia:
  - początek masowych protestów przeciwko zmianom w sądownictwie w Izraelu
  - w 15. głosowaniu, Kevin McCarthy został wybrany Spikerem Izby Reprezentantów Stanów Zjednoczonych[175].
- 8 stycznia – Szturm na Kongres Narodowy w Brasílii[176].
- 9 stycznia – Komisja Europejska wykluczyła z programów Erasmus+ i Horyzont Europa 21 węgierskich publicznych wyższych uczelni, z powodu naruszania przez władze Węgier zasad praworządności, w tym autonomii szkół wyższych[177][178].
- 13–14 stycznia – pierwsza tura wyborów prezydenckich w Czechach; do drugiej tury weszli: niezależny kandydat a zwycięzca pierwszej tury Petr Pavel oraz kandydat partii ANO 2011 i były premier Andrej Babiš[179].
- 15 stycznia – w katastrofie lotniczej w Pokharze zginęły 72 osoby[180].
- 16 stycznia – w Palermo aresztowano przywódcę Cosa Nostry, poszukiwanego od 30 lat Matteo Messina Denaro[181].
- 17 stycznia – Prezydent Wietnamu Nguyễn Xuân Phúc złożył rezygnację z urzędu, w związku z aferą korupcyjną podczas pandemii Covid-19[182][183]
- 18 stycznia – katastrofa śmigłowca w Browarach, w wyniku której zginęło 21 osób. Wśród ofiar znalazł się szef MSW Ukrainy Denys Monastyrski[184].
- 19 stycznia – początek protestów przeciwko reformie systemu emerytalnego we Francji[185].
- 21 stycznia:
  - wojska Erytrei opuściły tereny miasta Szyrie oraz teren Tigraju, które okupowały po zakończeniu wojny w Tigraju[186]
  - Burkina Faso zażądało opuszczenia swojego terytorium przez Francuskie Siły Zbrojne[187].
  - referendum konstytucyjne na Słowacji. Uczestniczyło w nim 27,24% uprawnionych, przez co było niewiążące[188].
- 24 stycznia – wskazówki na zegarze zagłady przesunięte zostały na godzinę 23:58:30 – najbliższą jak dotychczas godzinę do północy[189].
- 25 stycznia:
  - Borjana Krišto objęła urząd Premiera Bośni i Hercegowiny[190].
  - Chris Hipkins objął urząd Premiera Nowej Zelandii po rezygnacji Jacindy Ardern[191].
- 26 stycznia – Siły Obronne Izraela zaatakowały(inne języki) obóz uchodźczy w Dżanin znajdujący się na Zachodnim Brzegu mordując 9 Palestyńczyków. Następnego dnia w akcie zemsty doszło do strzelaniny(inne języki) w Newe Ja’akow, w której zastrzelono 7 Żydów.
- 27–28 stycznia – druga tura wyborów prezydenckich w Czechach; Petr Pavel wygrywa wybory z wynikiem 58,33% pokonując Andreja Babiša który zdobył 41,67%. Frekwencja w II turze wynosiła 70,2%[192].
- 30 stycznia – Samobójczy atak bombowy w meczecie(inne języki) w Peszawarze w Pakistanie (84 ofiary razem z zamachowcem)[193]

### Luty
- 3 lutego – Wypadek kolejowy w East Palestine
- 4 lutego – samolot myśliwski sił powietrznych USA, zestrzelił chiński balon szpiegowski[194].
- 5 lutego – wybory prezydenckie na Cyprze (I tura)[195].
- 6 lutego – trzęsienie ziemi o sile 7,8 w skali Richtera w środkowej Turcji i Syrii, w którym (wg stanu na 1 marca 2023) zginęło około 50 tys. osób[196].
- 7 lutego – Jeff Zients zastąpił Rona Klaina na stanowisku szefa personelu Białego Domu[197].
- 8 lutego – sąd w Grodnie skazał Andrzeja Poczobuta na karę 8 lat więzienia (kolonii karnej)[198].
- 12 lutego – w drugiej turze wyborów prezydenckich na Cyprze zwyciężył Nikos Christodulidis (51,97% głosów) nad Andreasem Mawrojanisem (48,03%)[199].
- 16 lutego – Dorin Recean objął urząd Premiera Mołdawii[200].
- 17 lutego – w Andorze weszła w życie ustawa dopuszczająca zawieranie małżeństw przez osoby tej samej płci[201].
- 20 lutego – wizyta prezydenta Stanów Zjednoczonych Joego Bidena w Kijowie na Ukrainie[202].
- 21 lutego – Władimir Putin ogłosił zawieszenie udziału Rosji w układzie New START[203].
- 25 lutego – wybory powszechne (parlamentarne i prezydenckie) w Nigerii[204].
- 28 lutego:
  - w dolinie Tempe, w okolicach Larisy doszło do najtragiczniej w historii Grecji katastrofy kolejowej (57 zabitych, 85 rannych)[205]
  - Nikos Christodulidis objął urząd Prezydenta Cypru[206].

### Marzec
- 5 marca – wybory parlamentarne w Estonii. Zwycięstwo RE (31,2% głosów – 37 mandatów), przed EKRE (16,0% głosów – 17 mandatów), KE (15,3% głosów – 16 mandatów) i Estonią 200 (13,3% głosów – 14 mandatów)[207].
- 5 i 19 marca – wybory samorządowe na Litwie[208].
- 9 marca:
  - Petr Pavel objął urząd prezydenta Czech[209].
  - w Hamburgu doszło do strzelaniny w Sali Królestwa Świadków Jehowy, gdzie uzbrojony napastnik zastrzelił 7 oraz zranił 8 osób, a następnie sam popełnił samobójstwo[210].
- 10 marca:
  - Xi Jinping został po raz trzeci jednogłośnie wybrany przez Ogólnochińskie Zgromadzenie Przedstawicieli Ludowych na urząd Przewodniczącego Chińskiej Republiki Ludowej[211].
  - bankructwo Silicon Valley Bank[212].
  - Karol III nadał swojemu bratu Edwardowi, tytuł księcia Edynburga. Dotychczasowy tytuł księcia Edwarda (hrabia Wesseksu), przeszedł na jego syna – Jakuba.
- 11 marca – Li Qiang objął urząd premiera Chińskiej Republiki Ludowej, w miejsce Li Keqianga[213].
- 12 marca – 95. ceremonia wręczenia Oscarów[214].
- 13 marca – Ram Chandra Poudel objął urząd Prezydenta Nepalu[215]
- 17 marca – Międzynarodowy Trybunał Karny wydał nakaz aresztowania prezydenta Rosji Władimira Putina, oskarżając go o odpowiedzialność za zbrodnie wojenne popełnione na Ukrainie[216].
- 19 marca:
  - wybory parlamentarne w Kazachstanie[217].
  - wybory prezydenckie w Czarnogórze (I tura)[218].
  - UBS Group AG przejęło upadłe przedsiębiorstwo finansowe Credit Suisse Group AG za kwotę 3 mld CHF[219].
- 20 marca: 
  - Christine Kangaloo objęła urząd Prezydenta Trynidadu i Tobago[220].
  - Zgromadzenie Narodowe odrzuciło dwa wnioski o wotum nieufności dla rządu Elisabeth Borne[221].

- 25 marca – Władimir Putin zapowiedział rozmieszczenie taktycznej broni jądrowej na terytorium Białorusi[222].
- 25–29 marca – Spór wokół zmiany czasu w Libanie[223].
- 26 marca – Honduras uznał Chińską Republikę Ludową i nawiązał z nią stosunki dyplomatyczne, jednocześnie wycofując uznanie dla Republiki Chińskiej (Tajwanu)[224].
- 28 marca – Humza Yousaf objął urząd Pierwszego Ministra Szkocji oraz stanowisko przewodniczącego Szkockiej Partii Narodowej, po rezygnacji Nicoli Sturgeon[225].
- 30 marca – parlament Turcji ratyfikował, jako ostatni z krajów członkowskich Paktu Północnoatlantyckiego, wniosek Finlandii o przystąpienie do NATO[226].

### Kwiecień
- 2 kwietnia:
  - odbyły się wybory parlamentarne w Finlandii, które wygrała liberalno-konserwatywna Koalicja Narodowa z wynikiem 20,8% poparcia, drugie miejsce z wynikiem 20,1% zdobyła narodowo-konserwatywna partia Finowie, a trzecie miejsce Socjaldemokratyczna Partia Finlandii z wynikiem 19,9% głosów[227].
  - wybory parlamentarne w Bułgarii. Zwycięstwo koalicji GERB-SDS (26,5% głosów – 69 mandatów), przed koalicją PP–DB (24,5% głosów – 64 mandaty), Odrodzeniem (14,2% głosów – 37 mandatów), DPS (13,7% głosów – 35 mandatów), BSP (8,9% głosów – 24 mandaty) oraz ITN (4,1% głosów – 11 mandatów)[228].
  - w drugiej turze wyborów prezydenckich w Czarnogórze, Jakov Milatović (58,88% głosów) pokonał urzędującego prezydenta Milo Đukanovića (41,12% głosów)[229].
- 4 kwietnia:
  - Finlandia została 31. członkiem NATO[230][231].
  - Donald Trump, były prezydent USA został aresztowany pod zarzutem fałszowania dokumentacji biznesowej, co jest pierwszym takim przypadkiem w historii USA[232].
- 11 kwietnia – Masakra w Pazigyi(inne języki) dokonana przez rządowe Siły Lotnicze Mjanmy(inne języki) (165 ofiar)
- 14 kwietnia: 
  - według szacunków ONZ, liczba mieszkańców Indii (1 425 782 975) przekroczyła liczbę mieszkańców Chin (1 425 748 032) – przez co Indie stały się najludniejszym państwem świata[233].
  - start sondy Jupiter Icy Moon Explorer w Gujanie Francuskiej w celu przeprowadzenia badań nad księżycami Jowisza – Europy, Kallisto i Ganimedesa[234].
- 15 kwietnia:
  - wybuch Rebelii RSF w Sudanie[235].
  - zakończenie działalności trzech ostatnich działających w Niemczech elektrowni atomowych[236].
- 16 kwietnia – początek pracy fińskiego reaktora jądrowego Olkiluoto 3, największego w Europie[237].
- 20 kwietnia – pierwszy lot rakiety Starship, zakończony częściowym sukcesem[238].
- 21 kwietnia – w lesie Shakahola koło Malindi, kenijska policja odnalazła 7 ciał członków Międzynarodowego Kościoła Dobrej Nowiny, którzy popełnili samobójstwo przez zagłodzenie[239]. Do 2 sierpnia 2023 odnaleziono łącznie 427 ciał i stwierdzono istnienie dalszych 613 zaginionych[240].
- 24 kwietnia – Shahabuddin Chuppu objął urząd Prezydenta Bangladeszu[241].
- 25 kwietnia – japoński lądownik Hakuto-R rozbił się o powierzchnię Księżyca[242].
- 30 kwietnia – zwycięstwo Santiago Peña w wyborach na prezydenta Paragwaju[243].

### Maj
- 1 maja – JPMorgan Chase zakupił upadły First Republic Bank z San Francisco za kwotę 10.7 mld $[244].
- 3 maja:
  - strzelanina w szkole w Belgradzie (8 ofiar).
  - w rosyjskim zmasowanym ostrzale Chersonia zginęły 24 osoby, a 45 zostało rannych[245][246]
- 4 maja – Strzelanina w Mladenovacuj w Serbii (8 ofiar).
- 5 maja – Światowa Organizacja Zdrowia ogłosiła koniec globalnego zagrożenia zdrowia związanego z chorobą COVID-19, który w 2020 roku wywołał pandemię[247][248].
- 6 maja – koronacja króla Zjednoczonego Królestwa Wielkiej Brytanii i Irlandii Północnej Karola III oraz królowej Kamili[249][250].
- 7 maja – wybory do Rady Konstytucyjnej w Chile[251].
- 8 maja – przyjęcie raportu końcowego przez Komisję śledczą Parlamentu Europejskiego ds. zbadania stosowania oprogramowania Pegasus i równoważnego oprogramowania szpiegowskiego służącego inwigilacji[252].
- 9, 11 i 13 maja – w Liverpoolu odbył się 67. Konkurs Piosenki Eurowizji. Po raz drugi, zwyciężyła Loreen – reprezentująca Szwecję, z piosenką „Tattoo”[253].
- 11 maja: 
  - Światowa Organizacja Zdrowia ogłosiła koniec globalnego zagrożenia związanego z małpią ospą[254]
  - Wesley Simina objął urząd Prezydenta Mikronezji[255].
- 14 maja: 
  - pierwsza tura wyborów prezydenckich w Turcji[256].
  - wybory parlamentarne w Tajlandii[257].
- 15 maja – Ľudovít Ódor został premierem Słowacji[258].
- 16–27 maja – 76. Międzynarodowy Festiwal Filmowy w Cannes[259].
- 19–21 maja – w Hiroszimie odbył się 49. szczyt grupy G7[260].
- 21 maja: 
  - wybory parlamentarne w Timorze Wschodnim[261].
  - wybory parlamentarne w Grecji. Zwycięstwo Nowej Demokracji (40,8% głosów – 146 mandatów), przed Syrizą (20,1% głosów – 71 mandatów), PASOK (11,5% głosów – 41 mandatów) i KKE (7,2% głosów – 26 mandatów)[262].
- 27 maja – w szpitalu NYU Langone Health w Nowym Jorku po raz pierwszy przeszczepiono człowiekowi całe oko[263].
- 28 maja:
  - druga tura wyborów prezydenckich w Turcji[264], którą wygrał urzędujący prezydent Turcji Recep Tayyip Erdoğan z wynikiem 52,14% głosów, a jego kontrkandydat Kemal Kılıçdaroğlu zdobył 47,86% głosów[265].
  - wybory regionalne w Hiszpanii[266].
- 29 maja – Bola Tinubu objął urząd Prezydenta Nigerii[267].

### Czerwiec
- 2 czerwca – w katastrofie kolejowej w stanie Orisa w Indiach, zginęło 296 osób i co najmniej 1200 zostało rannych[268].
- 3 czerwca – zaprzysiężenie prezydenta Turcji Recep Tayyipa Erdoğana na trzecią kadencję prezydencką[269].
- 6 czerwca:
  - zostaje wysadzona zapora wodna Kachowskiej Elektrowni Wodnej w wyniku której woda zalewa okoliczne tereny wzdłuż dolnego brzegu Dniepru, w tym Chersoń będący największym miastem położonym w regionie zalewowym[270].
  - powołanie w Bułgarii rządu Nikołaja Denkowa[271].
  - wybory parlamentarne w Kuwejcie[272].
- 8 czerwca – pierwszy raz w historii Stanów Zjednoczonych przed federalnym aktem oskarżenia postawiono byłego prezydenta, Donalda Trumpa[273].
- 11 czerwca – wybory parlamentarne w Czarnogórze[274].
- 15 czerwca – Marcel Ciolacu objął urząd Premiera Rumunii[275].
- 18 czerwca:
  - wybory powszechne w Turcji[276].
  - prywatna łódź podwodna Titan, firmy OceanGate, w trakcie wycieczki do wraku RMS Titanica, po 105 minutach po rozpoczęciu zanurzania, straciła kontakt. Rozpoczęła się akcja poszukiwawcza, która trwała trzy dni. Odnaleziono szczątki łodzi, która implodowała, a załoga zginęła. Na pokładzie znajdowali się Hamish Harding, Shahzada Dawood(inne języki) i jego syn Suleman, Paul-Henry Nargeolet(inne języki), oraz współzałożyciel OceanGate, Stockton Rush[277][278][279].
- 20 czerwca – Petteri Orpo objął urząd Premiera Finlandii[280]
- 23–24 czerwca – Bunt Grupy Wagnera[281].
- 25 czerwca – wybory parlamentarne w Grecji (drugie w tym roku). Zwycięstwo Nowej Demokracji (40,6% głosów – 158 mandatów), przed Syrizą (17,8% głosów – 47 mandatów), PASOK (11,5% głosów – 32 mandaty) i KKE (7,7% głosów – 21 mandatów)[282].
- 27 czerwca: 
  - Postrzelenie Nahela Merzouka, w wyniku którego doszło do zamieszek i protestów we Francji[283].
  - w domu aukcyjnym Sotheby’s w Londynie sprzedano obraz Gustava Kimta „Dama z wachlarzem” – za kwotę 85,3 mln £, co było najwyższą ceną za jaką sprzedano obraz w Europie[284].
  - w rosyjskim ataku rakietowym na Kramatorsk zginęło 13 osób, a 65 zostało rannych[285].

### Lipiec
- 1 lipca – Hiszpania objęła prezydencję w Radzie Unii Europejskiej.
- 4 lipca – Iran przystąpił do Szanghajskiej Organizacji Współpracy[286].
- 8 lipca – Edgars Rinkēvičs objął urząd Prezydenta Łotwy[287].
- 9 lipca:
  - Unia Europejska i Nowa Zelandia podpisały umowę o wolnym handlu[288].
  - w wyborach prezydenckich w Uzbekistanie, zwyciężył urzędujący prezydent Szawkat Mirzijojew (uzyskał 87,7% głosów)[289].
- 11–12 lipca – 36. Szczyt NATO w Wilnie[290].
- 20-30 lipca – tajfun Doksuri uderzył w Wietnam, Filipiny, Tajwan i Chiny[291].
- 23 lipca – w wyborach parlamentarnych w Kambodży, rządząca Kambodżańska Partia Ludowa uzyskała 82,3% głosów i 120 mandatów (na ogólną liczbę 125 mandatów w Zgromadzeniu Narodowym)[292].
- 24 lipca: 
  - odbyły się wybory parlamentarne w Hiszpanii, które wygrała Partia Ludowa (PP) z wynikiem 136 na 350 mandatów w Kongresie Deputowanych. Mandaty w uzyskały również Socjalistyczna Partia Robotnicza (PSOE – 122 mandaty), partia Vox (33 mandaty), Sumar (31 mandatów) oraz regionalne ugrupowania z Katalonii i Kraju Basków. W wyborach do Senatu również zwyciężyła PP, uzyskując w wyższej izbie bezwzględną większość (120 mandatów na 208), wobec 72 mandatów zdobytych przez PSOE[293].
  - serwis społecznościowy „Twitter” zmienił nazwę na „X”[294].
- 26–28 lipca – zamach stanu w Nigrze, utrata władzy przez Mohameda Bazouma[295].

### Sierpień
- 1–6 sierpnia – 38. Światowe Dni Młodzieży w Lizbonie[296][297].
- 8–11 sierpnia – Wielki pożar lasu na Hawajach(inne języki) (100 ofiar)
- 10 sierpnia – Anastatia Mayers i Keisha Schahaff odbyły lot kosmiczny (suborbitalny), jako pierwsze w historii obywatelki Antigui i Barbudy[298].
- 19 sierpnia – rosyjska sonda Łuna 25 rozbiła się o powierzchnię Księżyca[299].
- 20 sierpnia – w drugiej turze wyborów prezydenckich w Gwatemali Bernardo Arévalo otrzymał 60,91% głosów i pokonał Sandrę Torres (39.09% głosów). Karin Herrera została wybrana na urząd wiceprezydenta[300].
- 22 sierpnia – Srettha Thavisin objął urząd Premiera Tajlandii[301].
- 23 sierpnia:
  - katastrofa lotnicza w miejscowości Kużenkino, w której uczestniczył prywatny Embraer Legacy 600 lecący z Moskwy do Petersburga, z 10 osobami na pokładzie. Wszystkie osoby miały zginąć. Na podkładzie miał znajdować się Jewgienij Prigożyn oraz rzekomo Dmitrij Utkin, czyli przywódcy grupy Wagnera[302][303][304][305].
  - indyjska sonda Chandrayaan-3 wylądowała na Księżycu[306].
  - wybory parlamentarne i prezydenckie w Zimbabwe:
    - w wyborach parlamentarnych zwyciężył rządzący ZANU–PF (177 mandatów w Zgromadzeniu Narodowym i 33 w Senacie). Opozycyjne ugrupowanie CCC uzyskało, odpowiednio: 103 mandaty w Zgromadzeniu Narodowym i 27 w Senacie[307].
    - wybory prezydenckie wygrał dotychczasowy prezydent Emmerson Mnangagwa, otrzymując 52,6% głosów[308].
- 30 sierpnia – zamach stanu w Gabonie, utrata władzy przez Alego Bongo Ondimbę[309].
- 30 sierpnia-9 września – 80. Międzynarodowy Festiwal Filmowy w Wenecji[310].
- 31 sierpnia:
  - papież Franciszek rozpoczął swoją pierwszą w historii Kościoła podróż apostolską do Mongolii[311].
  - Grant Shapps zastąpił Bena Wallace na stanowisku Ministra Obrony Wielkiej Brytanii[312].
  - Pożar bloku w Johannesburgu (77 ofiar)

### Wrzesień
- 1 września:
  - w Kościele Prawosławnym Ukrainy i Ukraińskim Kościele Greckokatolickim, zaczął obowiązywać kalendarz nowojuliański[313].
  - w wyborach prezydenckich w Singapurze zwyciężył Tharman Shanmugaratnam, otrzymując 70,41% głosów[314].
- 2 września – start indyjskiego satelity Aditya-L1. Celem misji jest obserwacja słońca[315].
- 4–12 września – Cyklon Daniel nawiedził Afrykę Północną i południowo-wschodnią Europę, pochłaniając ok. 7000 ofiar[316].
- 5 września – otwarcie 78. sesji Zgromadzenia Ogólnego ONZ[317].
- 8 września – trzęsienie ziemi w Marrakeszu-Safi[318].
- 9–10 września – 18. szczyt grupy G20 w Nowym Delhi[319].
- 15 września – Evika Siliņa objęła urząd Premiera Łotwy[320].
- 15–16 września – główne uroczystości złotego jubileuszu (50. rocznicy wstąpienia na tron) króla Szwecji Karola XVI Gustawa[321].
- 16 września – w Brazylii doszło do katastrofy samolotu, zginęło 14 osób[322].
- 19–20 września – III wojna o Górski Karabach między siłami Azerbejdżanu a Górskiego Karabachu, zakończona rozwiązaniem nieuznawanego państwa, co spowodowało Exodus Ormian z Górskiego Karabachu do Armenii[323].
- 26 września – Anthony Rota zrezygnował ze stanowiska Spikera Izby Gmin Kanady. Przyczyną rezygnacji było zaproszenie na uroczyste posiedzenie Izby (w dniu 22 września – z okazji wizyty Prezydenta Ukrainy Wołodymyra Zełenskiego) i uhonorowanie Jarosława Hunki, byłego żołnierza 14 Dywizji Grenadierów Waffen SS[324].
- 30 września – odbyły się wybory parlamentarne na Słowacji, w których wygrała socjaldemokratyczna partia SMER pod wodzą byłego premiera Roberta Ficy[325].

### Październik
- 2 października – Sylvanie Burton objęła urząd Prezydenta Dominiki[326].
- 3 października – Kevin McCarthy, jako pierwsza osoba w historii, został odwołany ze stanowiska Spikera Izby Reprezentantów Stanów Zjednoczonych[327].
- 6 października – Namira Salim odbyła lot kosmiczny (suborbitalny), jako pierwsza w historii obywatelka Pakistanu[328].
- 7 października:
  - początek ataku Hamasu na Izrael[329].
  - Trzęsienie ziemi w Heracie o magnitudzie 6,3 (1482 ofiar).
- 8 października – w wyborach parlamentarnych w Luksemburgu zwyciężyła CSV (29,21% głosów – 21 mandatów), przed: LSAP (18,91% głosów – 11 mandatów), DP (18,77% głosów – 14 mandatów), ADR (9,27% głosów – 5 mandatów) i Zielonymi (8,57% głosów – 4 mandaty)[330].
- 12 października:
  - słowackie partie polityczne SMER i HLAS zostały zawieszone w prawach członków Partii Europejskich Socjalistów, za zawarcie koalicji rządowej ze skrajnie prawicową SNS[331].
  - MKOl zawiesił Rosyjski Komitet Olimpijski w prawach narodowego komitetu olimpijskiego. Przyczyną zawieszenia, było włączenie do struktur organizacyjnych RKOl ukraińskich organizacji sportowych na terenach okupowanych przez Rosję[332].
- 14 października: 
  - w wyborach parlamentarnych w Nowej Zelandii zwyciężyła Nowozelandzka Partia Narodowa (43,47% głosów – 48 mandatów), przed dotychczas rządzącą Partią Pracy (31,21% głosów – 34 mandaty), Partią Zielonych (8,26% głosów – 15 mandatów), ACT New Zealand (5,45% głosów – 11 mandatów), Partią Najpierw Nowa Zelandia (2,88% głosów – 8 mandatów) i Māori Party (3,89% głosów – 6 mandatów)[333].
  - referendum w Australii. 60,06% głosujących opowiedziało się przeciwko zmianie konstytucji, polegającej m.in. na utworzeniu doradczego parlamentu Pierwszych Narodów (Głos Aborygenów i Wyspiarzy Cieśniny Torresa)[334].
- 17 października – atak na szpital Al-Ahli Arab(inne języki), w którym zginęło około 500 osób[335].
- 22 października – pierwsza tura wyborów prezydenckich w Argentynie[336].
- 22 października oraz 12, 19 i 26 listopada – wybory parlamentarne w Szwajcarii:
  - w wyborach do Rady Narodowej, zwyciężyła SVP/UDC (27.93% głosów – 62 mandaty), przed: SPS/PSS (18,27% głosów – 41 mandatów), PRD/PLR (14.25% głosów – 28 mandatów), Centrum(inne języki) (14.06% głosów – 29 mandatów), Zielonymi (9.78% głosów – 23 mandaty), GLP/PVL(inne języki) (7.56% głosów – 10 mandatów), EVP/PEV (1.95% głosów – 2 mandaty) i EDU/UDF (1.23% głosów – 2 mandaty).
  - w wyborach do Rady Kantonów, zwyciężyło Centrum(inne języki) (15 mandatów), przed: PRD/PLR (11 mandatów), SPS/PSS (9 mandatów), SVP/UDC (6 mandatów) i Zielonymi (3 mandaty)[337][338].
- 25 października:
  - Robert Fico po raz czwarty objął urząd Premiera Słowacji[339].
  - Mike Johnson został wybrany Spikerem Izby Reprezentantów Stanów Zjednoczonych[340].
- 30 października – David Adeang objął urząd Prezydenta Nauru[341].
- 31 października – Milojko Spajić objął urząd Premiera Czarnogóry[342].
- październik-listopad – masowe protesty w Hiszpanii przeciwko rządowym planom amnestii dla separatystów katalońskich skazanych za udział w próbie oderwania Katalonii od Hiszpanii[343][344][345].

### Listopad
- 2 listopada – Władimir Putin podpisał ustawę unieważniającą ratyfikację przez Rosję Traktatu o całkowitym zakazie prób jądrowych (CTBT)[346].
- 4 listopada – trzęsienie ziemi w Nepalu[347].
- 7 listopada – Karol III, po raz pierwszy jako król, wygłosił mowę tronową na otwarcie sesji Parlamentu Brytyjskiego[348].
- 9 listopada – pierwszy w historii udany przeszczep ludzkiego oka[349].
- 13 listopada – były Premier Wielkiej Brytanii David Cameron objął urząd Ministra Spraw Zagranicznych. Jednocześnie, król Karol III nadał mu tytuł barona (baron Cameron of Chipping Norton), przez co były premier wszedł w skład Izby Lordów jako par dożywotni[350].
- 15–17 listopada – 34. szczyt APEC w San Francisco[351].
- 17 listopada: 
  - Luc Frieden został Premierem Luksemburga[352].
  - Mohamed Muizzu objął urząd Prezydenta Malediwów[353].
- 19 listopada – w drugiej turze wyborów prezydenckich w Argentynie, zwyciężył Javier Milei (55,65% głosów)[354].
- 22 listopada – wybory parlamentarne w Holandii. Zwycięstwo PVV (23,49% głosów – 37 mandatów), przed koalicją GL/PvdA (15,75% głosów – 25 mandatów), VVD (15,24% głosów – 24 mandaty), NSC (12,88% głosów – 20 mandatów) i D66 (6,29% głosów – 9 mandatów)[355].
- 23 listopada – Daniel Noboa objął urząd Prezydenta Ekwadoru, zaś Verónica Abad Rojas – Wiceprezydenta[356].
- 24 listopada–1 grudnia – zawieszenie broni między Hamasem a Izraelem; strona Hamasu wymieniła zakładników więzionych przez Izrael[357][358].
- 27 listopada:
  - Christopher Luxon został Premierem Nowej Zelandii[359].
  - w Czechach odbyły się masowe strajki i demonstracje przeciwko rządowym planom reformy finansów publicznych, tzw. pakietu konsolidacyjnego[360].
- 30 listopada–13 grudnia – w Dubaju obradowała 28. konferencja ONZ w sprawie zmiany klimatu (COP 28)[361].

### Grudzień
- 1 grudnia – Nayib Bukele ustąpił z urzędu Prezydenta Salwadoru[362].
- 3 grudnia – Referendum w Wenezueli w 2023(inne języki) dotyczące przyłączenia terytoria Esequibo, które de facto należy do Gujany.
- 7 grudnia – były prezydent Peru Alberto Fujimori po 16 latach został zwolniony z więzienia, gdzie odbywał karę 25 lat pozbawienia wolności[363].
- 8 grudnia – MKOl wyraził zgodę na uczestnictwo białoruskich i rosyjskich zawodników w IO w Paryżu, jako „neutralnych sportowców indywidualnych”, startujących pod flagą olimpijską. Do udziału w igrzyskach nie zostały dopuszczone reprezentacje tych krajów w dyscyplinach drużynowych, ani zawodnicy popierający rosyjską inwazję na Ukrainę lub należący do wojskowych klubów sportowych, czy też współpracujących z siłami zbrojnymi tych państw[364].
- 10 grudnia – Javier Milei objął urząd Prezydenta Argentyny. Victoria Villarruel objęła urząd Wiceprezydnta Argentyny[365].
- 10–12 grudnia – wybory prezydenckie w Egipcie. Reelekcja Abd al-Fattaha as-Sisiego (89.65% głosów)[366].
- 14 grudnia – Rada Europejska zdecydowała o rozpoczęciu negocjacji akcesyjnych z Mołdawią i Ukrainą[367].
- 16 grudnia:
  - wyrokiem Trybunału Państwa Watykańskiego, kardynał Giovanni Angelo Becciu został skazany na karę 5 lat i 6 miesięcy pozbawienia wolności, bezterminowy zakaz pełnienia funkcji publicznych oraz 8000 € grzywny – m.in. za nadużycia przy zarządzaniu funduszami Sekretariatu Stanu. Oprócz kardynała, na kary pozbawienia wolności i grzywny, skazano 5 innych osób[368].
  - po śmierci Emira Kuwejtu Nawwafa al-Ahmada al-Dżabira as-Sabaha, na tron wstąpił jego przyrodni brat – Miszal al-Ahmad al-Dżabir as-Sabah[369].

- 17 grudnia: 
  - wybory parlamentarne w Serbii. Zwycięstwo koalicji „Aleksandar Vučić – Serbia nie może się zatrzymać” (gł. SNS; 47,95% głosów – 128 mandatów), przed koalicją SPN (24,36% głosów – 65 mandatów), koalicją SPS-JS-ZS (6,74% głosów – 18 mandatów), NADA (5,18% głosów – 13 mandatów) i MI-GIN (4,82% głosów – 13 mandatów)[370].
  - referendum w Chile. 55.76% głosujących opowiedziało się przeciw projektowi nowej konstytucji[371].
- 18 grudnia: 
  - trzęsienie ziemi w Jishishan[372].
  - początek masowych protestów w Serbii po wyborach parlamentarnych[373][374].
- 19 grudnia – Sąd Najwyższy Stanu Kolorado orzekł, że na podstawie 3. sekcji 14. poprawki do Konstytucji Stanów Zjednoczonych, Donald Trump nie może kandydować w prawyborach prezydenckich w tym stanie[375].
- 20–24 grudnia – wybory (prezydenckie, parlamentarne i lokalne) w Demokratycznej Republice Konga[376][377].
- 21 grudnia – Strzelanina na Uniwersytecie Karola w Pradze[378].
- 26 grudnia – Alaksandr Łukaszenka potwierdził rozmieszczenie rosyjskiej taktycznej broni jądrowej, na terytorium Białorusi[379].
- 28 grudnia – Donald Trump został wykluczony z prawyborów prezydenckich w stanie Maine[380].
- 31 grudnia – królowa Danii Małgorzata II zapowiedziała swoją abdykację, która nastąpiła 14 stycznia 2024[381].

## Wydarzenia sportowe

### Styczeń
- 15 grudnia-3 stycznia – 39. Mistrzostwa Świata w dartach federacji PDC w Londynie. W finale Michael Smith pokonał 7:4 Holendra Michaela van Gerwena. To pierwszy tytuł w karierze Anglika[382].
- 6 stycznia – Polka Dominika Stelmach pobiła rekord świata w biegu 12-godzinnym, przebiegając łącznie 152 kilometry[383].
- 29 grudnia-8 stycznia – 1. edycja tenisowego turnieju United Cup, czyli nieoficjalnych Mistrzostw Świata mikstów w tenisie ziemnym w Australii. W finale Amerykanie (w składzie: Madison Keys, Taylor Fritz, Jessica Pegula i Frances Tiafoe) pokonali Włochów (w składzie: Martina Trevisan, Lorenzo Musetti, Matteo Berrettini i Lucia Bronzetti) 4:0[384]. Reprezentacja Polski (w składzie: Iga Świątek, Hubert Hurkacz, Kacper Żuk, Alicja Rosolska i Łukasz Kubot) dotarła do półfinału turnieju[385].
- 31 grudnia–15 stycznia – 45. Rajd Dakar w Arabii Saudyjskiej. W klasyfikacji samochodów terenowych po raz piąty triumfowali Katarczyk Nasser Al-Attiyah wraz z francuskim pilotem Mathieu Baumel (Toyota GR DKR Hilux). W rywalizacji motocyklistów po raz drugi w karierze najlepszy okazał się Argentyńczyk Kevin Benavides (KTM 450 Rally Factory Replica). W zmaganiach quadowców zwycięstwo sprzed roku obronił Francuz Alexandre Giroud (Yamaha Raptor 700), natomiast w klasyfikacji lekkich samochodów terenowych Amerykanin Austin Jones wraz z brazylijskim pilotem Gustavo Gugelminem (Can-Am Maverick XRS). W rywalizacji samochodów UTV najlepsi okazali się Polak Eryk Goczał i Hiszpan Oriol Mena (Can-Am Maverick XRS), Trzecie miejsce zajęła polska załoga – Marek Goczał i Maciej Marton. W zmaganiach ciężarówek triumf odniosła holenderska załoga w Iveco PowerStar – Holender, kierowca Janus van Kasteren, Polak, pilot Dariusz Rodewald oraz Holender, mechanik Marcel Snijders. W kategorii samochodów klasycznych (dawnych) najlepsi okazali się reprezentanci Hiszpanii, Juan Morera i Lidia Ruba (Toyota HDJ80). Reprezentant RPA Charan Moore zwyciężył natomiast w klasyfikacji samochodów oryginalnych (Husqvarna 450 Rally)[386].
- 6–22 stycznia – 46. Halowe Mistrzostwa Świata w bowls w angielskim Norfolk. Po tytuły mistrzowskie w grze pojedynczej sięgnęli reprezentanci Anglii – Jamie Walker[387] i Katherine Rednall (po raz piąty)[388]. W grze podwójnej triumf odnieśli ich rodacy – Greg Harlow i Nick Brett[389]. Najlepsi w mikście okazali się natomiast Szkot Stewart Anderson i Walijka Ceri Ann Glen[390].
- 12–22 stycznia – XIII Zimowa Uniwersjada w amerykańskim Lake Placid. W klasyfikacji medalowej triumf odnieśli Japończycy. Drugie miejsce zajęli reprezentanci Korei Południowej, natomiast trzecie Kanady[391]. Reprezentacja Polski zdobyła siedemnaście medali – pięć złotych, sześć srebrnych i sześć brązowych – i w klasyfikacji zajęła piątą pozycję[391].
- 11–29 stycznia – 28. Mistrzostwa Świata w piłce ręcznej mężczyzn w Polsce i Szwecji. W finale Duńczycy pokonali Francuzów 34:29. To trzeci tytuł z rzędu w historii tej reprezentacji[392]. Brązowy medal wywalczyli Hiszpanie, którzy wygrali ze Szwedami 39:36[393]. MVP turnieju i królem strzelców z dorobkiem sześćdziesięciu goli został Duńczyk Mathias Gidsel, natomiast jego rodak Simon Pytlick został wybrany najlepszym lewym rozgrywającym. Wyróżnieni zostali również Hiszpanie, Ángel Fernández Pérez (lewoskrzydłowy) i Alex Dujshebaev (prawy rozgrywający), Francuzi, Nedim Remili (środkowy rozgrywający) i Ludovic Fabregas (obrotowy), Niemcy, Andreas Wolff (bramkarz) i Juri Knorr (młody piłkarz) oraz Szwed Niclas Ekberg (prawoskrzydłowy).
- 13–29 stycznia – 15. Mistrzostwa Świata w hokeju na trawie mężczyzn w Indiach. W finale reprezentanci Niemiec pokonali Belgów 3:3 (5:4 w rzutach karnych). To trzeci tytuł w historii tego kraju. Brązowy medal wywalczyli Australijczycy, którzy wygrali z Holendrami 3:1. Najbardziej wartościowym zawodnikiem turnieju został Niemiec Niklas Wellen, natomiast królem strzelców z dorobkiem dziewięciu bramek Australijczyk Jeremy Hayward. Wyróżniono również Belga Vincenta Vanascha (bramkarz) i reprezentanta Republiki Południowej Afryki Mustaphę Cassiema. Belgowie zdobyli nagrodę „Fair Play”[394].
- 28–29 stycznia: 52. Mistrzostwa Świata w saneczkarstwie na torach lodowych w niemieckim Oberhofie. Zmagania zdominowali reprezentanci Niemiec, którzy wywalczyli osiem z dziewięciu możliwych do zdobycia złotych medali. Tylko w jedynkach mężczyzn triumf odniósł Austriak Jonas Müller[395]. Pozostałe medale wywalczyli Felix Loch (sprint)[396], Anna Berreiter (wyścig długi)[397], Dajana Eitberger (sprint)[396], Toni Eggert i Sascha Benecken (dwójka)[398] oraz Jessica Degenhardt i Cheyenne Rosenthal[399]. Berreiter, Eggert, Benecken i Max Langenham zwyciężyli również w sztafecie mieszanej[400].

### Luty
- 26 stycznia-5 lutego – 66 Mistrzostwa Świata w bobslejach i skeletonie w szwajcarskim Sankt Moritz. Zmagania zdominowali reprezentanci Niemiec, którzy zdobyli sześć z siedmiu możliwych do zdobycia złotych medali. W skeletonie po tytuły mistrzowskie sięgnęli Brytyjczyk Max Weston[401] i Suzanne Kreher[402]. Niemka wspólnie z Christopherem Grotheerem okazała się najlepsza także w mikście[403]. W rywalizacji monobobów zwycięstwo odniosła Laura Nolte[404]. W zmaganiach dwójek triumf odnieśli Johannes Lochner i Georg Fleischhauer[405] oraz Kim Kalicki i Leonie Fibig[406]. W skład zwycięskiej czwórki bobslejowej wchodzili Francesco Friedrich, Thorsten Margis, Candy Bauer i Alexander Schüller[407].
- 3–5 lutego
  - 74. Mistrzostwa Świata w kolarstwie przełajowym w holenderskim Hoogerheide. Wśród mężczyzn najlepszy okazał się Holender Mathieu van der Poel (po raz piąty)[408], natomiast u kobiet jego rodaczka Fem van Empel[409]. Reprezentacja gospodarzy wygrała także sztafetę drużyn mieszanych (w składzie: van Empel, Ryan Kamp, Tibor Del Grosso, Leonie Bentveld, Guus van den Eijnden i Lauren Molengraaf)[410].
  - Mistrzostwa Świata w street skateboardingu w Zjednoczonych Emiratach Arabskich. Najlepsi okazali się Francuz Aurelien Giraud[411] i Brazylijka Rayssa Leal[412].
- 1–11 lutego – 19. edycja Klubowych Mistrzostw Świata w piłce nożnej mężczyzn w Maroko. W finale zawodnicy Realu Madryt pokonali rywali z saudyjskiego Al-Hilal 5:3. To piąte trofeum w historii tego klubu, który wywalczył także nagrodę Fair Play. W pojedynku o trzecie miejsce lepsi okazali się piłkarze Flamengo, którzy pokonali zawodników egipskiego Al-Ahly 4:2. Złotą Piłkę dla najlepszego piłkarza turnieju zdobył Brazylijczyk Vinícius Júnior, natomiast królem strzelców z czterema golami został jego rodak Pedro[413].
- 5–11 lutego
  - 6. Halowe Mistrzostwa Świata w hokeju na trawie mężczyzn w południowoafrykańskiej Pretorii. Tytuł mistrzowski obronili Austriacy, którzy w finale pokonali Holendrów w rzutach karnych 3:2 (4:4 w regulaminowym czasie gry). Podobnym stosunkiem bramek zakończył pojedynek o trzecie miejsce, w trakcie którego reprezentanci Iranu okazali się lepsi od Amerykanów. MVP turnieju został Austriak Fabian Unterkircher, natomiast królem strzelców jego rodak Michael Körper (17 bramek). Najlepszym bramkarzem turnieju wybrano innego z Austriaków, Mateusza Szymczyka, natomiast młodym graczem reprezentanta RPA, Mustaphę Cassiema[414].
  - 6. Halowe Mistrzostwa Świata w hokeju na trawie kobiet w południowoafrykańskiej Pretorii. Po raz trzeci w historii po mistrzostwo sięgnęły Holenderki, które w finale pokonały Austriaczki 7:0. Brązowy medal wywalczyły Czeszki, które wygrały z reprezentantkami RPA 3:1. Najbardziej wartościową zawodniczką turnieju, a zarazem królową strzelczyń (17 goli), została Holenderka Donja Zwinkels. Bramkarką turnieju wybrano Czeszkę Barborę Čechákovą, natomiast młodą zawodniczką Amerykankę Reese D'Ariano[415].
- 10–12 lutego – 24. Mistrzostwa Świata w saneczkarstwie na torach naturalnych we włoskim Deutschnofen. Zmagania zdominowali reprezentanci Włoch. Alex Gruber i Evelin Lanthaler zwyciężyli w zmaganiach indywidualnych oraz wspólnie w mikście. W rywalizacji dwójek najlepsi okazali się Patrick i Matthias Lambacherowie[416].
- 5–12 lutego – 5. Mistrzostwa Świata w Park Skateboardingu w Zjednoczonych Emiratach Arabskich. Najlepsi okazali się Amerykanin Jagger Eaton i Brytyjka Sky Brown[417].
- 10–12 lutego – 32. edycja Klubowych Mistrzostw Świata w koszykówce mężczyzn w hiszpańskiej San Cristóbal de La Laguna. W finale zawodnicy hiszpańskiej Lenovo Teneryfy pokonali rywali z brazylijskiego São Paulo FC 89:68. To trzeci tytuł w historii tego klubu. Brązowy medal zdobyli koszykarze amerykańskiego Rio Grande Valley Vipers, którzy wygrali z tunezyjskiego US Monastyr 107:84[418].
- 7–12 lutego – 24. Mistrzostwa Czterech Kontynentów w łyżwiarstwie figurowym w amerykańskim Colorado Springs. Wśród solistów najlepsi okazali się Japończyk Kao Miura i reprezentantka Korei Południowej Lee Hae-in. W rywalizacji par sportowych triumf odnieśli Japończycy, Riku Miura i Ryuichi Kihara. W zmaganiach par tanecznych po raz trzeci w karierze po zwycięstwo sięgnęli Amerykanie, Madison Chock i Evan Bates[419].
- 12 lutego
  - zakończył się 25. sezon Pucharu Świata w short tracku. Po kryształowe kule sięgnęli reprezentanci Korei Południowej, Park Ji-won (1000 i 1500 metrów) i Kim Gi-li (1500 metrów), Kazach Dienis Nikisza (500 metrów) oraz Holenderki, Xandra Velzeboer (500 metrów) Suzanne Schulting (1500 metrów)W klasyfikacji drużynowej triumf odnieśli zarówno Kanadyjczycy (sztafeta na 5000 metrów), jak i Kanadyjki (sztafeta na 3000 metrów). Reprezentanci Korei Południowej wygrali klasyfikację drużynową w wyścigu na 2000 metrów. W rywalizacji na 500 metrów drugie miejsce w klasyfikacji generalnej zajęła Natalia Maliszewska, natomiast trzecie Diané Sellier[420].
  - Brytyjka Joanna Zakrzewski ustanowiła nowy rekord świata w biegu 48-godzinnym. W trakcie ultramaratonu w Tajpej przebiegła łącznie 411 kilometrów i 458 metrów[421].
- 15 lutego – Etiopczyk Lamecha Girma rezultatem 7 minut, 23 sekund i 81 setnych sekundy poprawił lekkoatletyczny rekord świata w biegu na 3000 metrów. Na tych samych zawodach rekord Europy pobił Hiszpan Mohamed Katir, który pobiegł z czasem 7 minut, 23 sekund i 68 setnych sekundy. Mityng odbył się we francuskim Arena Stade Couvert de Liévin[422].
- 17 lutego – Zakończył się 37. sezon Pucharu Świata w skeletonie. Po kryształowe kule sięgnęli reprezentanci Niemiec – Christopher Grotheer[423] i Tina Hermann (po raz drugi)[424].
- 13–18 lutego – 21. edycja turnieju WTA 500 w tenisie ziemnym kobiet w Dausze. W grze pojedynczej zwycięstwo odniosła Polka Iga Świątek[425], natomiast w deblu Amerykanki, Coco Gauff i Jessica Pegula[426].
- 18 lutego
  - 44. Mistrzostwa Świata w biegach przełajowych w australijskim Bathurst. Klasyfikację medalową wygrali Kenijczycy. Drugie miejsce zajęli Etiopczycy, natomiast trzecie Ugandyjczycy[427].
  - 8. finał Ligi Mistrzów w hokeju na lodzie mężczyzn w szwedzkiej Lulei. Po pierwsze mistrzostwo sięgnęli zawodnicy fińskiego Tappara Tampere, którzy pokonali szwedzką Luleę HF 3:2. MVP turnieju został Fin Christian Heljanko, natomiast królem strzelców z dwudziestoma dwoma trafieniami Amerykanin Ryan Lasch[428].
  - Amerykanin Ryan Crouser, rezultatem 23,38 metrów, poprawił halowy rekord świata w pchnięciu kulą w trakcie krajowego mityngu w Pocatello[429].
  - Zakończył się sezon Pucharu Interkontynentalnego w skeletonie. Wśród mężczyzn najlepszy okazał się Niemiec Alexander Gassner[430], natomiast u kobiet jego rodaczka Jacqueline Lölling[431].
- 8–19 lutego – 53. Mistrzostwa Świata w biathlonie w niemieckim Oberhofie. Reprezentacja Norwegii okazała się najlepsza w klasyfikacji medalowej. Drugie miejsce zajęli Szwedzi, natomiast trzecie Francuzi[432].
- 16–19 lutego – 47. Mistrzostwa Świata w narciarstwie alpejskim we francuskich miastach Courchevel i Méribel. Klasyfikację medalową wygrała reprezentacja Szwajcarii. Drugie miejsce zajęła Norwegia, natomiast trzecie Stany Zjednoczone[433].
- 19 lutego
  - Zakończył się 38. sezon Pucharu Świata w łyżwiarstwie szybkim. Po kryształowe kule sięgnęli reprezentanci Holandii, Hein Otterspeer (1000 metrów)[434], Kjeld Nuis (1500 metrów)[435] i Beau Snellink (długie dystanse)[436], Kanadyjczycy, Laurent Dubreuil (500 metrów)[437] i Ivanie Blondin (bieg masowy)[438], Japonka Miho Takagi (1000 i 1500 metrów)[439][440], Belg Bart Swings (bieg masowy)[441], Norweżka Ragne Wiklund (długie dystanse)[442] oraz reprezentantka Korei Południowej Kim Min-sun (500 metrów)[443]. W rywalizacji drużyn pościgowych najlepsi okazali się Amerykanie[444] i Kanadyjki[445]. Polacy zajęli piąte miejsce. W zmaganiach drużyn sprinterskich po wygraną sięgnęli Holendrzy[446] i Amerykanki[447]. Polki zajęły czwartą, natomiast Polacy piątą pozycję.
  - Zakończył się 39. sezon Pucharu Świata w bobslejach. W dwójkach mężczyzn zwycięstwo odniósł Niemiec Jochannes Lochner (wspólnie z Georgiem Fleischhauerem i Ereciem Bruckertem)[448]. W czwórkach mężczyzn i kombinacji najlepszy okazał się jego rodak Francesco Friedrich (wspólnie z Candym Bauerem, Thorstenem Margisem i Alexandrem Schüllerem)[449][450]. W dwójkach kobiet po wygraną sięgnęła ich rodaczka Laura Nolte (wspólnie z Neele Schuten)[451]. W rywalizacji monobobów i kombinacji triumf odniosła Kallie Humphries[452][453].
  - Zakończył się 31. sezon Pucharu Świata w saneczkarstwie na torach naturalnych. W klasyfikacji indywidualnej triumf odnieśli Austriak Thomas Kammerlander (po raz piąty)[454] i Włoszka Evelin Lanthaler (po raz szósty)[455]. W dwójkach mężczyzn znajlepsi okazali się reprezentanci Włoch – Patrick i Matthias Lambacherowie[456]. Puchar Narodów wywalczyła reprezentacja Włoch[457]
  - Holenderka Femke Bol, wynikiem 49,26 sekundy, poprawiła halowy rekord świata w biegu na 400 metrów podczas mistrzostw kraju w holenderskim Apeldoorn[458].
  - 65. edycja prestiżowego wyścigu NASCAR Daytona 500. Po pierwsze w karierze zwycięstwo sięgnął Amerykanin Ricky Stenhouse Jr. z ekipy JTG Daugherty Racing[459].
- 24 lutego – Zakończył się sezon Pucharu Narodów w saneczkarstwie na torach lodowych. W rywalizacji zwycięstwo odnieśli Rumun Valentino Cretu[460] i Austriaczka Lisa Schulte[461]. W zmaganiach dwójek po wygraną sięgnęli Słowacy, Tomáš Vaverčák i Matej Zmij[462] oraz Austriaczki, Selina Egle i Lara Kipp[463].
- 11–25 lutego – 26. Mistrzostwa Europy w rugby union kobiet w Holandii, Szwecji i Hiszpanii. W finale Hiszpanki pokonały Szwedki 90:5[464].
- 25 lutego
  - Zakończył się 51. sezon Pucharu Świata w narciarstwie dowolnym. Po kryształowe kule sięgnęli Kanadyjczycy, Mikaël Kingsbury (jazda po muldach[465], jazda po muldach podwójnych[466], klasyfikacja ogólna w jeździe po muldach)[467], Reece Howden (ski cross)[468] i Rachael Karker (halfpipe)[469], Norwedzy, Birk Ruud (klasyfikacja ogólna Park&Pipe[470], slopestyle[471] oraz Big Air[472]) i Johanne Killi (klasyfikacja ogólna Pipe&Park[473] oraz slopestyle[474]), Francuzki, Perrine Laffont (klasyfikacja ogólna w jeździe po muldach[475] oraz jazda po muldach podwójnych[476]) i Tess Ledeux (Bir Air[477]), Australijki, Jakara Anthony (jazda po muldach[478]) i Danielle Scott (skoki akrobatyczne[479]), Szwedka Sandra Näslund (ski cross[480]), Amerykanin Birk Irving (halfpipe[481]) oraz Szwajcar Noé Roth (skoki akrobatyczne[482]). Puchar Narodów wywalczyli reprezentanci Kanady[483]
  - Szwed Armand Duplantis wynikiem 6 metrów i 22 centymetrów poprawił halowy rekord świata w lekkoatletyce podczas mityngu we francuskim Clermont-Ferrand[484].
  - Zakończyła 8. edycja cyklu mityngów World Athletics Indoor Tour w lekkoatletyce. Zwycięstwo w klasyfikacji generalnej odnieśli reprezentanci Stanów Zjednoczonych, Grant Holloway (110 metrów przez płotki) i Aleia Hobbs (100 metrów), Brytyjczycy, Neil Gourley (1500 metrów) i Keely Hodgkinson (800 metrów), Kanadyjki, Alysha Newman (skok o tyczce) i Sarah Mitton (pchnięcie kulą), reprezentant Trynidadu i Tobago Jereem Richards (400 metrów), Nowozelandczyk Hamish Kerr, Szwed Thobias Montler (skok w dal), Etiopka Lemlem Hailu (3000 metrów) oraz Kubanka Liadagmis Povea (trójskok)[485].
  - 4. edycja prestiżowego konkursu jeździeckiego Saudi Cup w Arabii Sudyjskiej. Zwycięstwo odniosła japońska załoga – dżokej Yutaka Yoshida na koniu Panthalassa[486].
- 10–26 lutego – 8. Mistrzostwa Świata w krykiecie Twenty30 kobiet w Republice Południowej Afryki. W finale Australijki pokonali reprezentantki RPA 156/6-137/6. To szósty tytuł w historii tego kraju. MVP turnieju została Australijka Ashleigh Gardner[487].
- 26 lutego – Zakończył się 46. sezon Pucharu Świata w saneczkarstwie na torach lodowych. Najwięcej zwycięstw w klasyfikacji końcowej odnieśli reprezentanci Niemiec – Felix Loch (zawody klasyczne)[488], Julia Taubitz (jedynka kobiet[489], zawody klasyczne[490] i sprint[491]), Tobiasowie Wendl i Arlt (dwójka mężczyzn[492], zawody klasyczne[493] i sprint[494]) oraz sztafeta mieszana[495]. Po pozostałe kryształowe kule sięgnęli Włosi (Dominik Fischnaller w jedynkach mężczyzn[496] i sprincie[497] oraz Andrea Vötter i Marion Oberhofer w dwójkach kobiet[498], zawodach klasycznych[499] i sprincie[500]) oraz Austriaczki (Selina Egle i Lara Michaela Kipp wygrały klasyfikację sprinterską w dwójkach kobiet[500]).

### Marzec
- 3 lutego – Belgijka Nafissatou Thiam uzyskała 5055 punktów w trakcie pięcioboju, czym pobiła halowy rekord świata w tej konkurencji. Rekordowy wynik, czyli 5014 punktów, uzyskała również Polka Adrianna Sułek. Zdarzenie miało miejsce podczas Halowych Mistrzostw Europy w lekkoatletyce w tureckim Stambule[501].
- 28 lutego-4 marca – 38. Mistrzostwa Świata kobiet w snookerze w tajskim Bangkoku. W finale Tajka Siripaporn Nuanthakhamjan pokonała Chińkę Bai Yulu 6:3[502].
- 4 marca
  - Zakończył się 15. sezon Pucharu IBU w biathlonie. W klasyfikacji generalnej triumfowali Norweg Endre Strømsheim[503] i Szwedka Tilda Johansson[503]. Strømsheim wygrał również klasyfikację biegu indywidualnego[504], Francuzki Paula Bolet (sprint)[505] i sprintu[506]. Pozostałe punktacje wygrali inni z reprezentantów Norwegii, Martin Uldal (bieg pościgowy[507] i bieg masowy[508]), Maren Kirkeeide (supersprint)[509] oraz Marthe Kråkstad Johansen[510], a także Niemcy Lucas Fratzscher (supersprint)[511] i Lisa Maria Spark (bieg indywidualny)[512], Francuzki Paula Bolet (sprint)[505] i Gillone Guigonnat (bieg masowy)[513]. Reprezentacja Norwegii zdobyła Puchar Narodów zarówno wśród kobiet[514], jak i u mężczyzn[515], a także sięgnęła po zwycięstwo w klasyfikacji sztafet mieszanych[516].
  - 17. (9. u kobiet) edycja kolarskiego wyścigu Strade Bianche we Włoszech. Wśród mężczyzn najlepszy okazał się Brytyjczyk Thomas Pidcock z ekipy Ineos Grenadiers[517], natomiast u kobiet Holenderka Demi Vollering z SD Worx[518].
- 19 lutego-5 marca – 5. Mistrzostwa Świata w narciarstwie dowolnym i snowboardingu w gruzińskim Bakuriani. Klasyfikację medalową wygrali Austriacy. Drugie miejsce ex-aequo zajęli Kanadyjczycy i Amerykanie[519][520]. W slalomie gigancie równoległym Oskar Kwiatkowski wywalczył złoty, natomiast Aleksandra Król brązowy medal[521].
- 22 lutego-5 marca – 43. Mistrzostwa Świata w narciarstwie klasycznym w słoweńskiej Planicy. Najlepsza w klasyfikacji medalowej okazała się Norwegia, która wyprzedziła Szwecję i Niemcy[522]. Piąte miejsce zajęła reprezentacja Polski. Złoto wywalczył Piotr Żyła (skocznia normalna)[523], natomiast brąz Dawid Kubacki (skocznia duża)[524].
- 27 lutego-5 marca – 12. Mistrzostwa Świata w narciarstwie górskim w hiszpańskim Taüll. W klasyfikacji medalowej najlepsza okazała się reprezentacja Francji. Drugie miejsce zajęli Szwajcarzy, natomiast trzecie Chińczycy[525].
- 2–5 marca – 22. Mistrzostwa Świata w łyżwiarstwie szybkim na dystansach w holenderskim Heerenveen. W klasyfikacji medalowej triumf odnieśli Holendrzy. Drugie miejsce zajęli Kanadyjczycy, natomiast trzecie Amerykanie[526].
- 5 marca
  - Zakończył się 6. sezon Pucharu Świata w kombinacji norweskiej kobiet. Zwycięstwo odniosła Niemka Sophia Maurus. Puchar Narodów wywalczyła reprezentacja Norwegii[527]
  - 16. edycja Maratonu Tokijskiego. Po wygraną sięgnęli Etiopczyk Gelmisa Deso i Kenijka Rosemary Wanjiru[528].
- 10 marca – Australijka Kaylee McKeown pobiła pływacki rekord świata, uzyskując wynik 2 minut, 3 sekund i 14 setnych sekundy w wyścigu na 200 metrów stylem grzbietowym. Zawody odbyły się w ramach mistrzostw stanu Nowej Południowej Walii w Sydney[529].
- 5–12 marca – 81. edycja kolarskiego wyścigu Paryż-Nicea. Zwycięstwo w klasyfikacji ogólnej, punktowej i młodzieżowej odniósł Słoweniec Tadej Pogačar (UAE Team Emirates). W punktacji górskiej najlepszy okazał się Duńczyk Jonas Gregaard (Uno-X Pro Cycling Team). Klasyfikację drużynową wygrała australijska grupa Team BikeExchange Jayco[530].
- 6–12 marca – 58. edycja kolarskiego wyścigu Tirreno-Adriático we Włoszech. Zwycięstwo odniósł Słoweniec Primož Roglič (Jumbo-Visma), który okazał się najlepszy również w klasyfikacji punktowej i górskiej. Portugalczyk João Almeida (UAE Team Emirates) triumfował w klasyfikacji młodzieżowej. Klasyfikację drużynową wygrała grupa UAE Team Emirates[531].
- 9–12 marca – 50. edycja golfowego turnieju Players Championship w Ponte Vedra Beach, w stanie Floryda. Po tytuł mistrzowski sięgnął Amerykanin Scottie Scheffler[532].
- 10–12 marca – 47. Mistrzostwa Świata w short tracku w Seulu. Klasyfikację medalową wygrali Holendrzy, którzy pokonali reprezentantów Korei Południowej i Włoch[533].
- 5–15 marca – 16. edycja Pucharu Challenge w piłce siatkowej mężczyzn. W dwumeczu lepsza okazał się grecki Olympiakos SFP, który w dwumeczu pokonał izraelski Maccabi Yaadim Tel Awiw 3:0, 3:0[534].
- 17 marca – Zakończył się 17. sezon Pucharu Kontynentalnego w skokach narciarskich kobiet. Po wygraną sięgnęła Niemka Michelle Göbel[535].
- 19 marca
  - Zakończył się 57. sezon Pucharu Świata w narciarstwie alpejskim mężczyzn. Kryształową kulę za wygranie klasyfikację generalną obronił Marco Odermatt. Szwajcar wygrał również rywalizację w supergigancie i slalomie gigancie. Norweg Aleksander Amodt Kilde sięgnął po małą kryształową kulę za wygranie klasyfikacji zjazdów, natomiast jego rodak Luca Braathen za triumf w zmaganiach slalomistów. Reprezentacja Szwajcarii zdobyła Puchar Narodów[536].
  - Zakończył się 57. sezon Pucharu Świata w narciarstwie alpejskim kobiet. Po raz piąty w karierze zwycięstwo w klasyfikacji generalnej cyklu odniosła Mikaela Shiffrin. Amerykanka triumfowała również w zmaganiach w punktacji slalomu giganta oraz slalomu. Małą kryształową kulę za wygranie zjazdu otrzymała Włoszka Sofia Goggia, natomiast Szwajcarka Lara Gut-Behrami zwyciężyła w supergigancie. Puchar Narodów wygrała reprezentacja Szwajcarii[537].
  - Zakończył się 46. sezon Pucharu Świata w biathlonie mężczyzn. Rywalizację zdominowali Norwegowie, którzy sięgnęli po zwycięstwo w zmaganiach sztafet mieszanych oraz Pucharze Narodów. Po raz czwarty w klasyfikacji generalnej najlepszy okazał się Johannes Thingnes Bø. Norweg zdobył również małą kryształową kulę za wygranie sprintu i biegu pościgowego. Jego rodak, Vetle Sjåstad Christiansen, triumfował w biegu indywidualnym i masowym[538].
  - Zakończył się 46. sezon Pucharu Świata w biathlonie kobiet. Francuzka Julia Simon wywalczyła dużą kryształową kulę za wygranie klasyfikacji generalnej oraz małe za triumf w biegu pościgowym i masowym. Włoszka Lisa Vittozzi zwyciężyła w biegu indywidualnym, natomiast Niemka Denise Herrmann-Wick w sprincie. Reprezentacja Francji sięgnęła po wygraną w sztafecie mieszanej oraz Pucharze Narodów[539].
  - Zakończył się 32. sezon Pucharu Kontynentalnego w skokach narciarskich mężczyzn. Po zwycięstwo sięgnął Norweg Benjamin Østvold[540].
  - Zakończył się 23. sezon Pucharu Kontynentalnego w kombinacji norweskiej mężczyzn. Niemiec Terence Weber sięgnął po zwycięstwo w klasyfikacji indywidualnej[541]. Puchar Narodów wywalczył wspólnie z reprezentacją Niemiec[542].
  - Zakończył się 57. sezon Indywidualnych mistrzostw świata w ice speedwayu. Po raz drugi z rzędu mistrzostwo wywalczył Szwed Martin Haarahiltunen[543].
- 8–21 marca – 5. edycja World Baseball Classic w baseballu mężczyzn w Japonii, na Tajwanie oraz w Stanach Zjednoczonych. Po trzeci tytuł mistrzowski sięgnęli Japończycy, którzy w finale pokonali Amerykanów 9:5. Brązowe medale wywalczyli Meksykanie i Kubańczycy. MVP turnieju został Japończyk Shohei Ohtani[544].
- 24 marca – Zakończył się 12. sezon Pucharu Świata w skokach narciarskich kobiet. W klasyfikacji indywidualnej triumf odniosła Austriaczka Eva Pinkelnig, natomiast w drużynowej reprezentacja Austrii[545].
- 19–25 marca – Mistrzostwa Świata w sportach lotniczych w litewskiej Jonavie. Klasyfikację medalową wygrała reprezentacja Francji. Drugie miejsce zajęli Austriacy, natomiast trzecie Litwini[546].
- 25 marca
  - Zakończył się 51. sezon Pucharu Świata w narciarstwie dowolnym. Po kryształowe kule sięgnęli Kanadyjczycy, Reece Howden (ski cross)[547], Mikaël Kingsbury (jazda po muldach[548], jazda po podwójnych muldach[549], klasyfikacja ogólna jazd po muldach[550]) i Rachael Karker (halfpipe)[551], Szwajcarzy, Noé Roth (skoki akrobatyczne)[552] i Mathilde Gremaud (big air)[553], Norwegowie, Birk Ruud (slopestyle[554] i big air[555], klasyfikacja ogólna park&pipe[556]) i Johanne Killi (slopestyle[557] i par&pipe[558]), Francuzki, Perrine Laffont (jazda na podwójnych muldach[559], klasyfikacja ogólna jazd po muldach[560]) i Tess Ledeux (big air)[553], Australijki, Jakara Anthony (jazda po muldach)[561] i Daniele Scott (skoki akrobatyczne)[552], Szwedka Sandra Näslund[562] oraz Amerykanin Birk Irving[563]. Puchar Narodów wywalczyła reprezentacja Kanady[564].
  - 27. edycja Pucharu Świata w jeździectwie w Dubaju. Zwycięstwo odniósł Japończyk Yuga Kawada na koniu Ushba Tesoro[565].
- 15–26 marca – 13. Mistrzostwa Świata w boksie amatorskim kobiet w hinduskim New Delhi. Klasyfikację medalową wygrała reprezentacja Indii. Drugie miejsce zajęły Chinki, natomiast trzeci Rosjanki[566].
- 18–26 marca – 44. Mistrzostwa Świata w curlingu kobiet w szwedzkim Sandviken. W finale Szwajcarki pokonały Norweżki 6:3. To siódme mistrzostwo w historii tego kraju. Brązowy medal wywalczyły Kanadyjki, które wygrały ze Szwedkami 8:5. Najlepszymi zawodniczkami turnieju zostały Włoszka Giulia Zardini Lacedelli (liderka), Norweżka Mille Haslev Nordbye (druga), Amerykanka Cory Thiesse (trzecia) oraz Szwajcarka Alina Pätz (skip)[567].
- 20–26 marca
  - 112. Mistrzostwa Świata w łyżwiarstwie figurowym w japońskiej Saitamie. Reprezentanci Japonii sięgnęli po złote medale w trzech z czterech konkurencji – Shōma Uno (solista)[568], Kaori Sakamoto(solistka)[569] oraz Riku Miura i Ryuchi Kihara (para sportowa)[570]. Najlepszą parą taneczną okazała się amerykańska para – Madison Chock i Evan Bates[571].
  - 102. edycja kolarskiego wyścigu Volta Ciclista a Catalunya w Hiszpanii. Zwycięstwo odniósł Primož Roglič z holenderskiej grupy Jumbo-Visma. Słoweniec zwyciężył także w klasyfikacji punktowej. Belg Remco Evenepoel (Soudal Quick-Step) wygrał klasyfikację górską i młodzieżową. Ekipa UAE Team Emirates zwyciężyła w klasyfikacji drużynowej[572].
- 22–26 marca – 24. edycja turnieju WGD Match Play, czyli nieoficjalnych Mistrzostw Świata w golfie w amerykańskim Austin, w stanie Teksas. Tytuł mistrzowski wywalczył Ameryanin Sam Burns[573].
- 24–26 marca – Mistrzostwa Świata w zimowym triathlonie w Norwegii. Po tytuły mistrzowskie sięgnęli Norweg Hans Christian Tungesvik i Włoszka Sandra Mairhofer[574].
- 26 marca
  - Zakończył się 44. sezon Pucharu Świata w biegach narciarskich. Po duże kryształowe kule sięgnęli reprezentanci Norwegii – Johannes Høsflot Klæbo (po raz czwarty) i Tiril Udnes Weng. Klæbo wygrał również klasyfikację sprinterską. Pozostałe małe kryształowe kule wywalczyli Norweg Pål Golberg (biegi długodystansowe), Finka Kerttu Niskanen (biegi długodystansowe) i Szwedka Maja Dahlqvist (sprinty). Po Puchar Narodów sięgnęli zarówno Norwegowie, jak i Norweżki[575].
  - Zakończył się 40. sezon Pucharu Świata w kombinacji norweskiej. W klasyfikacji generalnej triumfował Austriak Johannes Lamparter[576] i Norweżka Gyda Westvold Hansen[577]. Hansen wygrała także klasyfikację skoczkiń[578], natomiast u mężczyzn po zwycięstwo sięgnął Japończyk Ryōta Yamamoto[579]. W klasyfikacji biegaczy najlepsi okazali się inni reprezentanci Norwegii – Jens Lurås Oftebro[580] i Ida Marie Hagen[581]. Po Puchar Narodów sięgnęli Niemcy[582] i Norweżki[583].
  - Zakończył się 29. sezon Pucharu Świata w snowboardzie. Po kryształowe kule sięgnęli Japończycy, Ruka Hirano (halfpipe)[584], Mitsuki Ono (halfpipe[585] i klasyfikacja ogólna stylu dowolnego[586]) i Reira Iwabuchi (big air)[587], Amerykanie, Dusty Henricksen (slopestyle)[588] i Julia Marino (slopestyle)[589], Niemcy, Martin Nörl (snowboard cross)[590] i Ramona Theresia Hofmeister (slalom gigant równoległy)[591], Austriak Fabian Obmann (slalom równoległy[592] i klasyfikacja ogólna slalomu równoległego[593]), Szwajcarka Julie Zogg (slalom równoległy[594] i klasyfikacja ogólna slalomu równoległego[595]), Australijczyk Valentino Guseli (klasyfikacja ogólna stylu dowolnego[596] i big air[597]), Brytyjka Charlotte Bankes (snowboard cross)[598] oraz Włoch Roland Fischnaller (slalom gigant równoległy)[599]. Puchar Narodów wywalczyła reprezentacja Austrii[600]. Polak Oskar Kwiatkowski zajął piąte miejsce w klasyfikacji generalnej slalomów równoległych[593] oraz trzecie w rywalizacji slalomie gigancie równoległym[599]. Polka Aleksandra Król uplasowała się na czwartej pozycji w slalomie gigancie równoległym[591].
- 28 marca – Kanadyjka Summer McIntosh rezultatem 3 minut, 56 sekund i 8 tysięcznych sekundy poprawiła pływacki rekord świata w wyścigu na 400 metrów stylem dowolnym. Zawody odbyły się w ramach Canadian Trials w Toronto[601].
- 29 marca
  - Zakończył się 22. Sezon Pucharu Świata w narciarstwie szybkim. W klasyfikacji generalnej triumf odnieśli Włoch Simone Origone[602] i Szwedka Britta Backlund[603].
  - W trakcie zawodów w Toronto Kanadyjka Summer McIntosh ustanowiła pływacki rekord świata w wyścigu na 400 metrów stylem dowolnym, odnotowując rezultat 3:56,08 sekundy[604].

### Kwiecień
- 1 kwietnia
  - Kanadyjka Summer McIntosh wynikiem 4:25.87 sekundy poprawiła pływacki rekord świata w wyścigu na 400 metrów stylem zmiennym podczas zawodów w Toronto[605].
  - W trakcie Pucharu Europy w Tarnowie Polka Aleksandra Mirosław poprawiła rekord świata we wspinaczce na czas, odnotowując rezultat 6 sekund i 41 setnych sekundy[606].
- 28 marca–2 kwietnia
  - 42. Mistrzostwa Świata w bandy mężczyzn w szwedzkim Växjö. W finale Szwedzi pokonali Finów 3:1. Brązowy medal wywalczyła reprezentacja Norwegii, która wygrała z Kazachstanem 5:1[607].
  - 12. Mistrzostwa Świata w bandy kobiet w szwedzkim Växjö. W finale reprezentantki Szwecji pokonały Finki 15:0. Brąz dzięki wygranej z Holenderkami 4:0 wywalczyły Amerykanki[608].
- 2 kwietnia
  - Zakończył się 44. sezon Pucharu Świata w skokach narciarskich mężczyzn. Po drugą w karierze kryształową kulę sięgnął Halvor Egner Granerud. Czwarte miejsce zajął Polak Dawid Kubacki. Puchar Narodów wywalczyła reprezentacja Austrii[609].
  - Zakończył się 26. sezon Pucharu Świata w lotach narciarskich. Po raz trzeci w karierze najlepszy okazał się Austriak Stefan Kraft[610].
- 4–8 kwietnia – 3. finał Pucharu Świata w jeździectwie w amerykańskim mieście Omaha, w stanie Nebraska. W skokach przez przeszkody najlepszy okazał się Szwed Henrik von Eckermann, natomiast w ujeżdżeniu Niemka Jessica von Bredow-Werndl[611].
- 1–9 kwietnia – 65. Mistrzostwa Świata w curlingu mężczyzn w kanadyjskiej Ottawie. W finale Szkoci pokonali Kanadyjczyków 9:3. Brązowy medal zdobyli reprezentanci Szwajcarii, którzy wygrali z Włochami 11:3. Najlepszymi zawodnikami turnieju na swoich pozycjach zostali Kanadyjczycy Geoff Walker (lider) i Brad Gushue (skip), a także Szwed Rasmus Wranå i Szwajcar Yannick Schwaller[612].
- 5–16 kwietnia – 22. Mistrzostwa Świata w hokeju na lodzie elit kobiet w Kanadzie. Po dziesiąty tytuł w historii sięgnęła reprezentacja Stanów Zjednoczonych, która w finale pokonała Kanadyjki 6:3. Brązowy medal wywalczyły Czeszki, które wygrały z reprezentantkami Szwajcarii 3:2. MVP turnieju oraz najlepszym obrońcą została Kanadyjka Sarah Fillier, natomiast królową strzelczyń (14 bramek) oraz najlepszą defensywną zawodniczką Amerykanka Caroline Harvey. Do Drużyny Gwiazd, oprócz Fillier i Harvey, wybrano Kanadyjkę Marie-Philip Poulin (bramkarka), Szwedkę Emmę Söderberg (bramkarka) oraz Finkę Petrę Nieminen (zawodniczka defensywna)[613].
- 13–16 kwietnia – 8. edycja turnieju World Team Trophy 2023 w łyżwiarstwie figurowym w Tokio. Zwycięstwo odniosła reprezentacja Stanów Zjednoczonych[614].
- 21 kwietnia – Rosjanka Jewgienija Czikunowa poprawiła pływacki rekord świata w wyścigu na 200 metrów stylem klasycznym, uzyskując czas 2 minut, 17 sekund i 55 setnych sekundy. Dokonała tego podczas Mistrzostw Rosji[615].
- 28 kwietnia – Polka Aleksandra Mirosław, podczas zawodów Pucharu Świata w koreańskim Seulu, trzykrotnie poprawiła rekord świata we wspinaczce sportowej na czas. Mirosław uzyskała następujące rezultaty – 6,37, 6,35 oraz 6,25 sekundy[616].
- 22–29 kwietnia – 15. Mistrzostwa Świata par mieszanych w curlingu w koreańskim Gangneung. W finale reprezentanci Stanów Zjednoczonych pokonali Japończyków 8:2. Po brąz sięgnęli Norwegowie, którzy wygrali z reprezentantami Kanady 6:2[617].

### Maj
- 7 kwietnia–1 maja – Mistrzostwa Świata w szachach w kazachskiej Astanie. W finale Chińczyk Ding Liren pokonał Rosjanina Jana Niepomniaszcziego[618].
- 15 kwietnia–1 maja – 86. Mistrzostwa Świata w snookerze w angielskim Sheffield. W finale Belg Luca Brecel pokonał Anglika Marka Selby’ego 18:15. Selby wraz z rodakiem Kyrena Wilsona uzyskał w trakcie turnieju maksymalnego brejka (147 punktów)[619].
- 5–7 maja – 37. finał Ligi Mistrzów w futsalu w hiszpańskiej Palmie. W finale zawodnicy hiszpańskiej Palma Fustal pokonali w rzutach karnych rywali z portugalskiego Sportingingu CP 5:3 (1:1 w regulaminowym czasie gry). Brązowy medal wywalczyli reprezentanci innego portugalskiego klubu, Benfici, którzy wygrali z piłkarzami belgijskiego Anderlechtu 4:3. Królem strzelców został Brazylijczyk Vinicius Lazzaretti (11 bramek). Najwięcej asyst odnotował Włoch Alex Merlim (9)[620].
- 7–12 maja – 2. Halowe Mistrzostwa Świata w bowls w australijskim Barack Heights. Zwycięstwo odnieśli Australijczyk Aron Sherriff[621] i Szkotka Julie Forrest[622].
- 29 kwietnia–14 maja – 22. Mistrzostwa Świata w boksie amatorskim mężczyzn w uzbekistańskim Taszkencie. W klasyfikacji medalowej najlepsi okazali się reprezentanci Uzbekistanu. Drugie miejsce zajęli Kazachowie, natomiast trzecie Rosjanie[623].
- 13–14 maja – 42. edycja Final Four Ligi Europy EHF w piłce ręcznej kobiet w austriackim Graz. W duńskim finale zawodniczki Ikast Håndbold pokonały oponentki z Nykøbing Falster Håndboldklub 31:24. Brązowy medal zdobyły piłkarki niemieckiej Borussii Dortmund, które wygrały z zawodniczkami innego niemieckiego klubu, Thüringer HC 28:23. Najbardziej wartościową zawodniczką turnieju została Dunka Emma Friis, natomiast królową strzelczyń Niemka Annika Lott (86 bramek)[624].
- 14 maja – Litwin Aleksandr Sorokin, wynikiem 6 godzin, 5 minut i 35 sekund, poprawił nieoficjalny rekord świata w biegu na 100 kilometrów, podczas zawodów w Wilnie[625].
- 20 maja – W trakcie ultramaratonu w fińskiej Kokkoli Satu Lipiäinen poprawiła rekord świata w biegu 12-godzinnym. Finka przebiegła łącznie 153 kilometry i 600 metrów[626].
- 6–28 maja – 106. edycja kolarskiego wyścigu Giro d’Italia. Po wygraną sięgnął Słoweniec Primož Roglič z holenderskiej grupy Team Jumbo-Visma. W klasyfikacji punktowej triumfował Włoch Jonathan Milan (Team Bahrain Victorious), w górskiej Francuz Thibaut Pinot (Groupama-FDJ), w młodzieżowej Portugalczyk João Almeida (UAE Team Emirates), natomiast w sprinterskiej Łotysz Toms Skujiņš (Trek-Segafredo). Klasyfikację drużynową wygrała Team Bahrain Victorious[627].
- 12–28 maja – 86. Mistrzostwa Świata elit w hokeju na lodzie mężczyzn w Finlandii i na Łotwie. W finale Kanadyjczycy pokonali Niemców 5:2. To dwudziesty ósmy tytuł w historii tej reprezentacji. W walce o brązowy medal lepsi okazali się Łotysze, którzy wygrali z reprezentantami Stanów Zjednoczonych 4:3. MVP oraz bramkarzem turnieju został Łotysz Artūrs Šilovs. Tytuł króla strzelców wywalczył Amerykanin Rocco Grimaldi (14 goli). Wyróżnieni zostali również Kanadyjczyk MacKenzie Weegar (obrońca) oraz Niemiec JJ Peterka (napastnik). Oprócz nich do Drużyny Gwiazd wybrano Niemca Moritza Seidera oraz Czecha Dominika Kubalika[628].
- 17–28 maja – 10. Drużynowe Mistrzostwa Świata w kręglach klasycznych w Chorwacji. Wśród mężczyzn najlepsi okazali się reprezentanci Austrii, natomiast u kobiet Chorwatki[629].
- 20–28 maja – 57. Mistrzostwa świata w tenisie stołowym w południowoafrykańskim Durbanie. Po tytuły mistrzowskie sięgnęli reprezentanci Chin – Fan Zhendong oraz Sun Yingsha[630].
- 28 maja – Amerykanin Ryan Crouser, podczas zawodów Grand Prix w Los Angeles, poprawił lekkoatletyczny rekord świata w pchnięciu kulą, uzyskując odległość 23 metrów i 56 centymetrów[631].

### Czerwiec
- 2 czerwca – W trakcie mityngu we Florencji Kenijka Faith Kipyegon pobiła rekord świata w biegu na 1500 metrów, uzyskując rezultat 3 minut, 49 sekund i 11 setnych sekundy[632].
- 29 maja-4 czerwca – 26. Mistrzostwa Świata w taekwondo w azerskim Baku. W klasyfikacji medalowej triumf odnieśli reprezentanci Korei Południowej. Drugie miejsce zajęli Turkowie, natomiast trzecie Chorwaci[633].
- 30 maja-4 czerwca – 8. Mistrzostwa świata w koszykówce 3x3 w Wiedniu. Wśród mężczyzn najlepsi okazali się Serbowie, natomiast u kobiet Amerykanki[634].
- 31 maja – 4 czerwca – Finał Pucharu Świata w pięcioboju nowoczesnym w Turcji. Zwycięstwo odnieśli Egipcjanin Mohanad Shaban oraz Włoszka Elena Micheli[635].
- 30 maja-7 czerwca – 35. edycja World Surfing Games w Salwadorze. W klasyfikacji indywidualnej najlepsi okazali się Meksykanin Alan Cleland oraz Brazylijka Tatiana Weston-Webb. W zmaganiach drużynowych triumf odnieśli Peruwiańczycy[636].
- 9 czerwca
  - W trakcie mityngu Diamentowej Ligi w Paryżu Etiopczyk Lamecha Girma pobił rekord świata w biegu na 3000 metrów z przeszkodami, uzyskując rezultat 7 minut, 52 sekund i 11 setnych sekundy[637].
  - Kenijka Faith Kipyegon, podczas mityngu Diamentowej Ligi w Paryżu, poprawiła rekord świata w biegu na 5000 metrów wynikiem 14 minut, 5 sekund i 20 setnych sekundy[638].
  - Norweg Jakob Ingebrigtsen pobił nieoficjalny rekord świata w biegu na 2 mile, przebiegając dystans w 7 minut, 54 sekundy i 10 setnych sekundy. Dokonał tego podczas mityngu Diamentowej Ligi w Paryżu[639].
- 7–10 czerwca – Mistrzostwa Świata w biegach górskich i przełajowych w Austrii. Klasyfikację medalową wygrała reprezentacja Francji. Drugie miejsce zajęli Kenijczycy, natomiast trzecie Brytyjczycy[640].
- 2–11 czerwca – Mistrzostwa Świata w piłce nożnej pięcioosobowej w Niemczech. W finale Kazachowie pokonali Ukraińców 2:1 w rzutach karnych (2:2 w regulaminowym czasie gry). Brązowy medal wywalczyli reprezentanci Meksyku, którzy wygrali z Chorwatami 2:0[641].
- 10–11 czerwca – 91. edycja prestiżowego wyścigu samochodowego 24h Le Mans. W klasyfikacji samochodów Hypercar zwycięstwo odniosła włoska stajnia Ferrari AF Corse (w składzie: Brytyjczyk James Calado oraz Włosi, Antonio Giovinazzi i Alessandro Pier Guidi). W rywalizacji pojazdów LMP2 triumf odniosła polska ekipa Inter Europol Competition (w składzie: Hiszpan Albert Costa, Szwajcar Fabio Scherer oraz Polak Jakub Śmiechowski). Drugie miejsce w tej kategorii odniósł belgijski zespół Team WRT (w składzie: Polak Robert Kubica, Szwajcar Louis Delétraz oraz Angolczyk Rui Andrade). W klasie LMGTE-Am po wygraną sięgnęła amerykańska ekipa Corvette Racing (w składzie: Holender Nicky Catsburg, Amerykanin Ben Keating oraz Argentyńczyk Nicolás Varrone)[642].
- 1–18 czerwca – Mistrzostwa Świata w klasycznym trójboju siłowym na Malcie. W klasyfikacji medalowej zwycięstwo odnieśli reprezentanci Stanów Zjednoczonych[643].
- 14–18 czerwca – 3. finał Ligi Narodów UEFA w piłce nożnej mężczyzn w Rotterdamie. W finale Hiszpanie pokonali w rzutach karnych Chorwację 5:4 (0:0 w regulaminowym czasie gry)[644]. Brązowy medali wywalczyli reprezentanci Włoch, którzy wygrali z Holendrami 3:2. MVP turnieju został Hiszpan Rodri[645].
- 23–25 czerwca – 18. edycja Pucharu Świata w piłce wodnej kobiet w amerykańskim Long Beach. W finale Amerykanki pokonały Holenderki 12:11. To piąty tytuł w historii tego kraju. Brązowy medal wywalczyły Hiszpanki, które wygrały z Węgierkami 18:15[646].

### Lipiec
- 21 czerwca–1 lipca – 14. Mistrzostwa świata w lacrosse mężczyzn w San Diego. W finale Amerykanie pokonali Kanadyjczyków 10:7. Brąz zdobyli Irokezi, którzy wygrali z Australijczykami 11:6. MVP turnieju został reprezentant Stanów Zjednoczonych Brennan O’Neill, natomiast królem strzelców Irokez Austin Staats[647].
- 30 czerwca–2 lipca – 17. edycja Pucharu Świata w piłce wodnej mężczyzn w Los Angeles. W finale reprezentanci Hiszpanii pokonali Włochów 10:4. Brąz wywalczyli Amerykanie, którzy wygrali z Węgrami 14:13[648].
- 3–16 lipca – 136. edycja wielkoszlemowego turnieju tenisowego Wimbledon w Londynie. W grze pojedynczej triumfowali Hiszpan Carlos Alcaraz[649] i Czeszka Markéta Vondroušová[650]. W rywalizacji deblowej zwycięstwo odnieśli Holender Wesley Koolhof i Brytyjczyk Neal Skupski[651]. W grze mieszanej najlepsi okazali się Chorwat Mate Pavić i Ukrainka Ludmyła Kiczenok[652].
- 11–16 lipca – 40. Mistrzostwa świata w biegu na orientację w szwajcarskim Graubünden. Klasyfikację medalową wygrała reprezentacja Szwajcarii. Drugie miejsce zajęli Szwedzi, natomiast trzecie Norwegowie[653].
- 12–16 lipca – 5. finał Ligi Narodów siatkarek w piłce siatkowej w Arlington, w stanie Teksas. Po tytuł mistrzowski sięgnęły Turczynki, które w finale pokonały Chinki 3:1. Brązowy medal wywalczyły reprezentantki Polski, które wygrały z Amerykankami 3:2. MVP oraz najlepszą atakującą turnieju została Turczynka Melissa Vargas. Wyróżnione zostały również ich rodaczki, Zehra Güneş (środkowa) i Hatice Gizem Örge (libero), a także Chinki, Diao Linyu (rozgrywająca), Yuan Xinyue (środkowa) i Li Yingying (przyjmująca) oraz Polka Martyna Łukasik (przyjmująca)[654][655].
- 13–16 lipca – Mistrzostwa Świata w triathlonie sprinterskim w Hamburgu. Wśród mężczyzn najlepszy okazał się Nowozelandczyk Hayden Wilde, natomiast u kobiet Francuzka Cassandre Beaugrand. W rywalizacji sztafet mieszanych najlepsi okazali się reprezentanci Niemiec[656].
- 21 lipca – Kenijka Faith Kipyegon rezultatem 4 minut, 7 sekund i 64 setnych sekundy poprawiła lekkoatletyczny rekord świata w biegu na 1 milę podczas zawodów Diamentowej Ligi w Monako. Na tych samych zawodach Hiszpan Mohamed Katir poprawił rekord Europy w biegu na 5000 metrów, uzyskując wynik 12 minut, 45 sekund i 1 setnej sekundy[657].
- 5–22 lipca – Mistrzostwa świata kobiet w szachach w Szanghaju i Chongqing. W chińskim finale Ju Wenjun pokonała Lei Tingjie[658].
- 1–23 lipca – 110. edycja kolarskiego wyścigu Tour de France. Po drugie zwycięstwo z rzędu sięgnął Duńczyk Jonas Vingegaard z holenderskiej grupy Team Jumbo-Visma. W klasyfikacji punktowej triumfował Belg Jasper Philipsen (Alpecin-Deceuninck), w górskiej Włoch Giulio Ciccone, w młodzieżowej Słoweniec Tadej Pogačar (UAE Team Emirates), natomiast w drużynowej holenderska ekipa Team Jumbo-Visma. Najbardziej aktywnym zawodnikiem wyścigu był Belg Victor Campenaerts (Lotto Dstny)[659].
- 19–23 lipca
  - 5. edycja Ligi Narodów w piłce siatkowej mężczyzn w Gdańsku. W finale reprezentanci Polski pokonali Amerykanów 3:1. Brązowy medal wywalczyli Japończycy, którzy wygrali z reprezentantami Włoch 3:2. Najbardziej wartościowym zawodnikiem i libero turnieju został Polak Paweł Zatorski. Wyróżnieni zostali również inni reprezentanci Polski, Łukasz Kaczmarek (atakujący), Aleksander Śliwka (przyjmujący) i Jakub Kochanowski (środkowy), a także Amerykanie, David Smith (środkowy) i Micach Christenson (rozgrywający) oraz Japończyk Yūki Ishikawa[660][661].
  - 32. edycja Pucharu Hopmana, czyli nieoficjalnych Mistrzostw Świata drużyn mieszanych w tenisie ziemnym we francuskiej Nicei. W finale reprezentanci Chorwacji (w składzie: Donna Vekić i Borna Ćorić) pokonali Szwajcarów (w składzie: Céline Naef i Leandro Riedi) 2:0[662].
- 23 lipca
  - W trakcie pierwszego dnia Mistrzostw Świata w pływaniu padły trzy rekordy świata w pływaniu. Australijka Ariarne Titmus uzyskała wynik 3 minut, 55 sekund i 38 setnych sekundy w wyścigu na 400 metrów stylem dowolnym[663]. Francuz Léon Marchand przepłynął dystans 400 metrów stylem zmiennym w czasie 4 minut, 2 sekund i 50 setnych sekundy[664]. Australijska sztafeta 4x100 stylem dowolnym kobiet zakończyła wyścig z czasem 3 minut, 27 sekund i 96 setnych sekund[665]
- 26 lipca – W trakcie czwartego dnia Mistrzostw Świata w pływaniu w japońskiej Fukuoce Australijka Mollie O’Callaghan poprawiła rekord świata w wyścigu na 200 metrów stylem dowolnym, uzyskując rezultat 1 minuty, 52 sekund i 85 setnych sekundy[666].
- 27 lipca – Podczas piątego dnia Mistrzostw Świata w pływaniu w japońskiej Fukuoce australijska sztafet 4x200 metrów stylem dowolnym kobiet (w składzie: Mollie O’Calaghan, Shayna Jack, Brianna Throssell i Ariarne Titmus) pobiła rekord świata, uzyskawszy wynik 7 minut, 37 sekund i 50 setnych sekundy. Ponadto w tym samym dniu Francuz Léon Marchand rezultatem 1 minuty, 54 sekund i 82 setnych sekundy poprawił rekord Europy w wyścigu na 200 metrów stylem zmiennym[667].
- 22–28 lipca – 83. Mistrzostwa Świata w szermierce w Mediolanie. Klasyfikację medalową wygrała reprezentacja Włoch. Drugie miejsce zajęli Węgrzy, natomiast trzecie Japończycy[668]. Złoty medal wywalczyła żeńska drużyna szpadzistek (w składzie: Renata Knapik-Miazga, Magdalena Pawłowska, Martyna Swatowska-Wenglarczyk i Ewa Trzebińska)[669].
- 28 lipca – Chińczyk Qin Haiyang poprawił rekord świata w wyścigu na 200 metrów stylem klasycznym. W trakcie finału przepłynął dystans w czasie 2 minut, 5 sekund i 48 setnych sekundy[670].
- 8–29 lipca – 12. edycja The Rugby Championship w Argentynie, Australii, Nowej Zelandii i Republice Południowej Afryki. Po raz dwudziesty w historii najlepsza okazała się reprezentacja Nowej Zelandii. Najwięcej punktów wywalczył Nowozelandczyk Richie Mo‘unga (28), natomiast przyłożeń reprezentant Republiki Południowej Afryki Kurt-Lee Arendse[671].
- 25–29 lipca – 18. edycja Drużynowego Pucharu Świata w jeździe na żużlu we Wrocławiu. Po raz dziewiąty w historii po tytuł mistrzowski sięgnęła reprezentacja Polski (w składzie: Bartosz Zmarzlik, Maciej Janowski, Patryk Dudek, Janusz Kołodziej i Dominik Kubera)[672].
- 29 lipca
  - W trakcie siódmego dnia Mistrzostw Świata w japońskiej Fukuoce padły trzy rekordy świata. W półfinale wyścigu na 50 metrów stylem dowolnym Szwedka Sarah Sjöström pokonała dystans w czasie 23 sekund i 61 setnych sekundy. W półfinałowym wyścigu na 50 metrów stylem klasycznym Litwinka Rūta Meilutytė popłynęła w czasie 29 sekund i 30 setnych sekundy, czym wyrównała rekord świata. Sztafeta mieszana Australii (w składzie: Jack Cartwright, Kyle Chalmers, Shayna Jack i Mollie O’Callaghan) popłynęła w finale 4x100 metrów stylem dowolnym w czasie 3 minut, 18 sekund i 83 setnych sekundy[673].
- 14–30 lipca – 20. Mistrzostwa Świata w pływaniu w japońskiej Fukuoce. Klasyfikację medalową wygrała reprezentacja Chin. Drugie miejsce zajęli Australijczycy, natomiast trzecie Amerykanie[674]. Srebrny medal w wyścigu na 200 metrów stylem motylkowym wywalczył Polak Krzysztof Chmielewski[675].
- 30 lipca
  - Zakończył się 9. sezon Mistrzostw Świata Formuły E. W klasyfikacji kierowców najlepszy okazał się Brytyjczyk Jake Dennis, natomiast w rywalizacji zespołowej ekipa Envision Racing[676].
  - Litwinka Rūta Meilutytė poprawiła rekord świata podczas Mistrzostw Świata w pływaniu w japońskiej Fukuoce, w finałowym na 50 metrów stylem klasycznym, kończąc wyścig w czasie 29 sekund i 16 setnych sekundy[677].

### Sierpień
- 29 lipca-4 sierpnia – 80. edycja kolarskiego wyścigu Tour de Pologne. W klasyfikacji generalnej i sprinterskiej najlepszy okazał się Słoweniec Matej Mohorič z grupy Team Bahrain Victorious. Trzecie miejsce zajął Polak Michał Kwiatkowski (Ineos Grenadiers). Klasyfikację górską wygrał Norweg Markus Hoelgaard (Lidl-Trek), natomiast drużynową UAE Team Emirates. Najbardziej aktywnym zawodnikiem wyścigu został Polak Patryk Stosz (Polski Związek Kolarski)[678].

- 31 lipca-6 sierpnia – 52. Mistrzostwa Świata w łucznictwie w Berlinie. Klasyfikację medalową wygrali Hindusi. Drugie miejsce zajęli reprezentanci Korei Południowej, natomiast trzecie ex-aequo Niemcy, Polacy i Turkowie[679]. Reprezentacja Polski wywalczyła dwa medale – złoto zdobyła drużyna mężczyzn w strzelaniu z łuku bloczkowego (w składzie: Rafał Dobrowolski, Przemysław Konecki i Łukasz Przybylski)[680], natomiast srebro indywidualnie Łukasz Przybylski[681].
- 4–6 sierpnia – 12. edycja Judo World Masters w Budapeszcie. W klasyfikacji medalowej triumfowała reprezentacja Japonii. Drugie miejsce zajęli Francuzi, natomiast trzecie Gruzini[682].
- 28 lipca-8 sierpnia – XXXI Letnia Uniwersjada w chińskim Chengdu. Reprezentacja Chin sięgnęła po zwycięstwo w klasyfikacji medalowej. Drugie miejsce zajęli Japończycy, natomiast trzecie reprezentanci Korei Południowej. Reprezentacja Polski wywalczyła czwartą pozycję z dorobkiem czterdziestu medali – piętnastu złotych, trzynastu srebrnych i dwunastu brązowych[683].
- 1–12 sierpnia – 18. Mistrzostwa Świata we wspinaczce sportowej w szwajcarskim Bernie. W klasyfikacji medalowej ex aequo pierwsze miejsce zajęli reprezentanci Austrii i Słowenii. Podium dopełnili Francuzi[684]. Polka Aleksandra Mirosław zdobyła brązowy medal we wspinaczce na czas[685]
- 3–13 sierpnia – 1. Multimistrzostwa Świata w kolarstwie w szkockim Glasgow. Klasyfikację medalową wygrała reprezentacja Wielkiej Brytanii. Drugie miejsce zajęli. Drugie miejsce Francuzi, natomiast trzecie Holendrzy. Polacy wywalczyli pięć medali w wyścigach amatorów oraz jeden wśród paraolimpijczyków[686].
- 19 sierpnia – Amerykańska sztafeta mieszana 4x400 metrów (w składzie: Justin Robinson, Rosey Effiong, Matthew Bolling, Alexis Holmes i Ryan Willie) pobiła rekord świata podczas Mistrzostw Świata w lekkoatletyce w Budapeszcie. W trakcie finału przebiegli dystans w czasie 3 minut, 8 sekund i 80 setnych sekundy[687].
- 20 lipca–20 sierpnia – 9. Mistrzostwa Świata w piłce nożnej kobiet w Australii i Nowej Zelandii. W finale Hiszpanki pokonały Angielki 1:0. Brązowy medal wywalczyły reprezentantki Szwecji, które wygrały z Australijkami 2:0. MVP turnieju wybrano Hiszpankę Aitanę Bonmatí, natomiast najlepszą młodą piłkarką jej rodaczkę Salma Paralluelo. Najlepszą bramkarką została reprezentantka Anglii Mary Earps, natomiast królową strzelczyń Japonka Hinata Miyazawa (5 goli). Nagrodę Fair play otrzymała reprezentacja Japonii[688][689].
- 10–20 sierpnia – 6. Multimistrzostwa Świata w żeglarstwie w holenderskiej Hadze. Klasyfikację medalową wygrała reprezentacja Holandii. Drugie miejsce zajęli Francuzi, natomiast trzecie Włosi[690]. Polacy wywalczyli dwa medale. Po klasie Hansa 303 po złoto sięgnął Piotr Cichocki, natomiast po srebro Olga Górnaś-Grudzień[691].
- 30 lipca–24 sierpnia – 12. edycja Pucharu Świata w szachach w azerskim Baku. Wśród mężczyzn najlepszy okazał się Norweg Magnus Carlsen[692], natomiast u kobiet Rosjanka Aleksandra Goriaczkina[693]
- 19–27 sierpnia – 19. Mistrzostwa Świata w lekkoatletyce w Budapeszcie. W klasyfikacji medalowej triumfowała reprezentacja Stanów Zjednoczonych. Drugie miejsce zajęli Kanadyjczycy, natomiast trzecie Hiszpanie. Srebrne medale dla Polski wywalczyli Wojciech Nowicki (rzut młotem) i Natalia Kaczmarek (400 metrów)[694].
- 21–27 sierpnia
  - 28. Mistrzostwa Świata w badmintonie w Kopenhadze. W grze pojedynczej najlepsi okazali się Taj Kunlavut Vitidsarn i reprezentantka Korei Południowej An Se-young. W deblu zwycięstwo odnieśli inni Koreańczycy Kang Min-hyuk i Seo Seung-jae oraz Chinki Chen Qingchen i Jia Yifan. W mikście triumf odniósł Koreańczyk Seo Seung-jae wraz z rodaczką Chae Yoo-jung[695].
  - 28. Mistrzostwa świata w biathlonie letnim w słowackim Osrblie. W klasyfikacji medalowej zwycięstwo odnieśli Bułgarzy przed Ukraińcami i Estończykami[696]. Złoty medal w superprincie wywalczył Polak Jan Guńka[697].
- 23–27 sierpnia
  - 48. Mistrzostwa świata w kajakarstwie sprinterskim w niemieckim Duisburgu. W klasyfikacji medalowej najlepsi okazali się reprezentanci Niemiec. Drugie miejsce zajęli Hiszpanie, natomiast trzecie Kanadyjczycy. Polacy wywalczyli dziewięć medali – Martyna Klatt i Helena Wiśniewska (złoto – K-2 200 metrów[698], srebro – K-2 500 metrów[699]), Dominika Putto (brąz indywidualnie – K-1 200 metrów[699], srebro drużynowo wspólnie z Karoliną Nają, Anną Puławską i Adrianną Kąkol – K-4 500 metrów[698]), Oleksii Koliadych (brąz indywidualnie – K-1 200 metrów[698]), Justyna Iskrzycka (srebro – K-1 1000 metrów[700]), Wiktor Głazunow (brąz indywidualnie – C-1 5000 metrów[699], srebro drużynowo wspólnie z Aleksandrem Kitewskim, Tomaszem Barniakiem i Normanem Zezulą – C-4 500 metrów[700], srebro w mikście wspólnie z Sylwią Szczerbińską – XC-2 500 metrów[699]).
  - 40. Mistrzostwa świata w gimnastyce artystycznej w Walencji. Klasyfikację medalową wygrała reprezentacja Niemiec. Drugie miejsce zajęli Izraelici, natomiast trzecie Bułgarzy[701].
- 19–28 sierpnia – 62. Mistrzostwa świata w pięcioboju nowoczesnym w brytyjskim Bath. Klasyfikację medalową wygrali Egipcjanie przed Litwinami i Włochami[702].

### Wrzesień
- 14 sierpnia-3 września – 53. Multimistrzostwa w strzelectwie sportowym w azerskim Baku. Klasyfikację medalową wygrała reprezentacja Chin. Drugie miejsce zajęli Ukraińcy, natomiast trzecie Hindusi[703]. Reprezentacja Polski wywalczyła sześć medali. Po złoto sięgnęli Maciej Kowalewicz (karabin na trzech podstawach z 300 metrów)[704], Karolina Romańczyk (karabin w pozycji leżącej z 300 metrów)[705] oraz Łukasz Czapla (strzelanie do ruchomej tarczy z 50 metrów)[706]. Srebro zdobył Tomasz Bartnik (karabin na trzech podstawach z 300 metrów)[704], Karolina Romańczyk (karabin na trzech podstawach z 300 metrów)[704] oraz męska drużyna w strzelaniu z 300 metrów w pozycji leżącej (w składzie: Daniel Romańczyk, Tomasz Bartnik i Maciej Kowalewicz)[705].
- 26 sierpnia-3 września – 71. Mistrzostwa Świata we wrotkarstwie szybkim we włoskim Montecchio Maggiore. Klasyfikację medalową wygrała reprezentacja Kolumbii. Drugie miejsce zajęli Belgowie, natomiast trzecie Włosi[707].
- 3 września
  - Zakończył się 19. sezon Motocrossowych Mistrzostw Świata kobiet. Po czwarte mistrzostwo w karierze sięgnęła Nowozelandka Courtney Duncan[708]. Tytuł w klasyfikacji konstruktorów wywalczyła japońska stajnia Kawasaki[709].
- 5 września – W trakcie drugiego dnia Mistrzostw Świata w podnoszeniu ciężarów w arabskim Rijad padły dwa rekordy świata – w podrzucie i dwuboju. W kategorii do 49 kg Chinka Jiang Huihua podrzuciła 120 kg oraz osiągnęła wynik 215 kg w dwuboju[710].
- 8 września – Norweg Jakob Ingebrigtsen pobił rekord świata w biegu na 2000 metrów. Podczas mityngu Diamentowej Ligi przebiegł dystans w czasie 4 minut, 43 sekund i 13 setnych sekundy[711].
- 9 sierpnia
  - Zakończył się 1. sezon Motocyklowych Mistrzostw Świata MotoE. Po tytuł mistrzowski wśród kierowców sięgnął Włoch Mattia Casadei, natomiast wśród zespołów hiszpańska ekipa HP Pons Los40[712].
- 25 sierpnia–10 września – 19. Mistrzostwa świata w koszykówce mężczyzn w Indonezji, Japonii i na Filipinach. W finale reprezentanci Niemiec pokonali Serbów 83:77. Brązowy medal wywalczyli Kanadyjczycy, którzy wygrali z reprezentantami Stanów Zjednoczonych w dogrywce 127:118. MVP turnieju został Niemiec Dennis Schröder, natomiast najskuteczniejszym zawodnikiem Słoweniec Luka Dončić[713].
- 3–10 września – 51. Mistrzostwa Świata w wioślarstwie w Belgradzie. W klasyfikacji medalowej triumf odnieśli Holendrzy. Drugie miejsce zajęli Brytyjczycy, natomiast trzecie Włosi[714]. Reprezentanci Polski wywalczyła dwa brązowe medale – czwórka podwójna (w składzie: Dominik Czaja, Fabian Barański, Mirosław Ziętarski i Mateusz Biskup)[715] oraz Artur Mikołajczewski (jedynka wagi lekkiej)[716]
- 11 września – Indonezyjczyk Rahmat Erwin Abdullah poprawił rekord świata w podrzucie podczas Mistrzostw Świata w podnoszeniu ciężarów w arabskim Rijadzie. Ciężarowiec, który brał udział w kategorii do 81 kg, podrzucił 209 kg[717].
- 13 września – Chinka Liao Guifang poprawiła dwa rekordy świata podczas Mistrzostw Świata w podnoszeniu ciężarów w arabskim Rijadzie. W podrzucie podniosła 153 kg, natomiast w dwuboju 273 kg[718].
- 15 sierpnia
  - Polka Aleksandra Mirosław pobiła rekord świata we wspinaczce sportowej na czas. W trakcie kwalifikacji olimpijskich w Rzymie uzyskał czas 6 sekund i 26 setnych sekundy[719].
  - Chinka Liang Xiaomei poprawiła rekord świata w podrzucie podczas Mistrzostw Świata w podnoszeniu ciężarów w arabskim Rijadzie. Zawodniczka podrzuciła 159 kg[720].
- 2–17 września – 88. Mistrzostwa Świata w podnoszeniu ciężarów w arabskim Rijad. W ogólnej klasyfikacji medalowej triumf odnieśli Chińczycy. Drugie miejsce zajęli Tajowie, natomiast trzecie ex aequo reprezentanci Chińskiego Tajpej i Egiptu. W klasyfikacji małych medali również najlepsi okazali się Chińczycy, którzy wyprzedzili Tajów i reprezentantów Chińskiego Tajpej[721].
- 17 września
  - Zakończył się 53. sezon Indywidualnych mistrzostw świata w long tracku. Po tytuł mistrzowski sięgnął Niemiec Martin Smoliński[722].
  - Podczas mityngu Diamentowej Ligi w Eugene ustanowione zostały dwa rekordy świata oraz Rekordy Europy w lekkoatletyce. W pierwszym przypadku dokonali tego Szwed Armand Duplantis w skoku o tyczce (6 metrów i 23 centymetry) oraz Etiopka Gudaf Tsegay (14 minut i 21 setnych sekundy). Rekordy Europy uzyskał z kolei Norweg Jakob Ingebrigtsen – w biegu na milę pobiegł w czasie 3 minut, 43 sekund i 73 setnych sekundy, natomiast 3000 metrów zakończył w czasie 7 minut, 23 sekund i 63 setnych sekundy[723].
- 16–24 września – 73. Mistrzostwa Świata w zapasach w Belgradzie. Klasyfikację medalową wygrała reprezentacja Japonii. Drugie miejsce zajęli Amerykanie, natomiast trzecie reprezentanci Kirgistanu[724].
- 19–24 września
  - 43. Mistrzostwa Świata w kajakarstwie górskim w Londynie. W klasyfikacji medalowej triumf odnieśli Brytyjczycy. Drugie miejsce zajęli Australijczycy, natomiast trzecie Francuzi[725]. Brązowe medale dla Polski wywalczyli Klaudia Zwolińska (K1 indywidualnie)[726] oraz Mateusz Polaczyk, Michał Pasiut i Dariusz Popiela (K1 drużynowo)[727].
- 21–24 września – 33. edycja Klubowych Mistrzostw Świata w koszykówce mężczyzn w Singapurze. W finale zawodnicy brazylijskiego Sesi Franca pokonali rywali z niemieckiego Telekom Baskets Bonn 70:69. Brązowy medal wywalczyli koszykarze chińskiego Zhejiang Golden Bulls, którzy wygrali z oponentami z egipskiego Al Ahly 81:74. MVP turnieju został Amerykanin David Jackson, natomiast najskuteczniejszym zawodnikiem Brazylijczyk Lucas Dias[728].
- 24 września – 15. Drużynowe mistrzostwa świata w long tracku w holenderskim Roden. Zwycięstwo odnieśli reprezentanci Holandii (w składzie: Romano Hummel, Dave Meijerink, Mika Meijer i Jannick de Jong)[729].
- 30 września – Zakończył się 29. sezon Speedway Grand Prix, czyli Indywidualnych Mistrzostw Świata w jeździe na żużlu. Po czwarty tytuł mistrzowski w karierze sięgnął Polak Bartosz Zmarzlik[730].

### Październik
- 24 września–1 października – Mistrzostwa Świata w paddleboardingu we Francji. Najlepsza okazała się reprezentacja Francji[731].
- 1 października
  - Zakończył się 7. sezon Mistrzostw Świata Supersportów 300. Po raz drugi w karierze najlepszy okazał się Holender Jeffrey Buis. W klasyfikacji zespołowej triumf odniosła belgijska ekipa MTM Kawasaki. Mistrzostwo konstruktorów wywalczyła japońska stajnia Kawasaki[732].
- 30 września–1 października – 1. Mistrzostwa Świata w biegach ulicznych w Rydze. Klasyfikację medalową wygrała reprezentacja Kenii. Drugie miejsce zajęli Etiopczycy, natomiast trzecie Amerykanie[733].
- 30 września-8 października – 52. Mistrzostwa świata w gimnastyce sportowej w belgijskiej Antwerpii. Klasyfikację medalową wygrała reprezentacja Stanów Zjednoczonych. Drugie miejsce zajęli Japończycy, natomiast trzecie Chińczycy[734].
- 7–8 października
  - Mistrzostwa Świata w kolarstwie gravelowym we Włoszech. Wśród mężczyzn najlepszy okazał się Słoweniec Matej Mohori[735], natomiast u kobiet Polka Katarzyna Niewiadoma[736].
- 14–21 października – 7. Mistrzostwa świata mikstów w curlingu w szkockim Aberdeen. W finale Szwedzi pokonali Hiszpanów 8:2. Brązowy medal wywalczyli reprezentanci Kanady, którzy wygrali z Norwegami 4:3[737].
- 8 września–28 października – 9. edycja Pucharu Świata w rugby union we Francji. W finale reprezentanci RPA pokonali Nowozelandczyków 12:11. To czwarty tytuł w historii tego kraju. Brązowy medal wywalczyli Anglicy, którzy wygrali z reprezentantami Argentyny 26:23. Najwięcej punktów zdobył Anglik Owen Farrell (75), natomiast najwięcej przyłożeń Nowozelandczyk Will Jordan (8)[738].
- 20–29 października – 12. Mistrzostwa świata w korfballu kobiet w Chińskim Tajpej. W finale Holenderki pokonały reprezentantki Chińskiej Tajpej 27:9. Brąz zdobyły Belgijki, które wygrały z Czeszkami 26:11. Królową strzelczyń została Holenderka Fleur Hoek (33)[739].
- 24–29 października
  - 26. Mistrzostwa Świata w karate w Budapeszcie. Klasyfikację medalową wygrała reprezentacja Japonii. Drugie miejsce zajęli Egipcjanie, natomiast trzecie Turcy[740].
- 29 października
  - Zakończył się 36. sezon Mistrzostw Świata Superbike’ów. Tytuł mistrzowski w klasyfikacji kierowców obronił Hiszpan Álvaro Bautista, natomiast w klasyfikacji zespołowej włoska ekipa Aruba.it Racing – Ducati. Mistrzostwo konstruktorów wywalczyła włoska stajnia Ducati[741].
  - Zakończył się 27. sezon Mistrzostw Świata Supersportów. Po tytuł mistrzowski w klasyfikacji kierowców sięgnął Włoch Nicolò Bulega, natomiast w klasyfikacji zespołowej ekipa Althea Racing. Mistrzostwo konstruktorów zdobyła włoska stajnia Ducati[742].

### Listopad
- 4 listopada – Zakończył się 11. sezon Mistrzostw Świata w Wyścigach Długodystansowych. W głównej klasie Hypercar najlepsza okazała się załoga japońskiej stajni Toyota Gazoo Racing (w składzie: Szwajcar Sébastien Buemi, Nowozelandczyk Brendon Hartley i Japończyk Ryō Hirakawa). W kategorii LMP2 po wygraną sięgnęła belgijska ekipa Team WRT (w składzie: Polak Robert Kubica, Szwajcar Louis Delétraz i Angolczyk Rui Andrade). Drugie miejsce zajął polski zespół Inter Europol Competition (w składzie: Polak Jakub Śmiechowski, Hiszpan Albert Costa i Szwajcar Fabio Scherer). W kategorii LMGTE Am zwycięstwo odniosła amerykańska stajnia Covertte Racing (w składzie: Holender Nicky Catsburg, Amerykanin Ben Keating i Argentyńczyk Nicolás Varrone)[743]
- 29 października-5 listopada – 52. (49. w deblu) edycja kobiecego turnieju tenisowego WTA Finals, czyli nieoficjalnych Mistrzostw Świata w tenisie ziemny w meksykańskim Cancún. W grze pojedynczej triumf odniosła Polka Iga Świątek[744], natomiast w deblu Niemka Laura Siegemund i Rosjanka Wiera Zwonariowa[745].
- 7–12 listopada
  - 60. edycja Pucharu Billie Jean Kinga, czyli nieoficjalnych Drużynowych Mistrzostw Świata w tenisie ziemnym kobiet w Sewilli. W finale Kanadyjki (w składzie: Marina Stakusic, Leylah Fernandez i Gabriela Dabrowski) pokonały Włoszki (w składzie: Martina Trevisan, Jasmine Paolini i Elisabetta Cocciaretto) 2:0[746]
  - 17. edycja IHF Super Globe, czyli Klubowych Mistrzostw Świata w piłce ręcznej mężczyzn w Arabii Saudyjskiej. W niemieckim finale szczypiorniści SC Magdeburg pokonali w dogrywce rywali z Füchse Berlin 34:32. To trzeci tytuł w historii tego klubu. Brązowy medal wywalczyli zawodnicy hiszpańskiej FC Barcelony, którzy wygrali z polską Industrią Kielce 33:30. MVP turnieju został Duńczyk Mathias Gidsel. Wyróżnieni zostali również jego rodacy, Hans Lidberg (prawoskrzydłowy) i Lasse Andersson (lewy rozgrywający), Islandczycy, Ómar Ingi Magnússon (prawy rozgrywający) i Janus Daði Smárason (środkowy rozgrywający), Serb Dejan Milosavljev (bramkarz), Francuz Dylan Nahi (lewoskrzydłowy) oraz Portugalczyk Luís Frade (obrotowy)[747][748].
- 9–12 listopada – 37. Mistrzostwa świata w skokach na trampolinie w brytyjskim Birmingham. Klasyfikację medalową wygrała reprezentacja Stanów Zjednoczonych. Drugie miejsce zajęli Brytyjczycy, natomiast trzecie Chińczycy[749].
- 5 października–19 listopada – 13. Mistrzostwa świata w krykiecie mężczyzn w Indiach. W finale Australijczycy pokonali Hindusów 241/4:240. To szóste mistrzostwo w historii tej reprezentacji. MVP turnieju i najwięcej wygranych biegów wywalczył Hindus Virat Kohli (765), natomiast najwięcej bramek zdobył jego rodak Mohammed Shami (24)[750].
- 11–19 listopada
  - 54. (49. w deblu) edycja ATP Finals, czyli nieoficjalnych Mistrzostw Świata w tenisie ziemnym mężczyzn we włoskim Turynie. W grze pojedynczej najlepszy okazał się Serb Novak Đoković (po raz siódmy)[751], natomiast w deblu Amerykanin Rajeev Ram i Brytyjczyk Joe Salisbury[752].
- 19 listopada
  - Zakończył się 51. sezon Rajdowych Mistrzostw Świata. Po raz drugi w karierze po tytuł mistrzowski sięgnął Fin Kalle Rovanperä. Siódme mistrzostwo konstruktorów wywalczyła japońska Toyota. Klasyfikację WRC-2 wygrał Norweg Andreas Mikkelsen, WRC-2 Challenger Polak Kajetan Kajetanowicz, WRC-3 Fin Roope Korhonen, natomiast Junior WRC Irlandczyk William Creighton[753][754].
- 16–20 listopada – 16. Mistrzostwa Świata w wushu w amerykańskim Fort Worth, w stanie Teksas. Klasyfikację medalową wygrała reprezentacja Chin. Drugie miejsce zajęli Wietnamczycy, natomiast trzecie reprezentanci Makau[755]
- 18–25 listopada – 49. Mistrzostwa Europy w curlingu w Szkocji. Po tytuły mistrzowskie sięgnęli Szkoci (po raz szesnasty)[756] i Szwajcarki (po raz siódmy)[757].
- 12–26 listopada – 111. edycja Pucharu Davisa, czyli nieoficjalnych Drużynowych Mistrzostw Świata w tenisie męskim w hiszpańskiej Maladze. W finale Włosi (w składzie: Jannik Sinner i Matteo Arnaldi) pokonali Australijczyków (w składzie: Alex de Minaur i Alexei Popyrin 2:0. To drugie mistrzostwo w historii tego kraju[758].

### Grudzień
- 2-3 grudnia – 9. edycja World Taekwondo Grand Prix w brytyjskim Manchesterze. Klasyfikację medalową wygrała Chińczycy. Drugie miejsce zajęli reprezentanci Wielkiej Brytanii, natomiast trzecie Korei Południowej[759].
- 2–10 grudnia
  - 2. Mistrzostwa Świata w dartach federacji WDF. Mistrzostwo wywalczyli Belg Andy Baetens i Angielka Beau Greaves[760].
  - 14. Mistrzostwa świata w unihokeju kobiet w Singapurze. W finale Szwedzi pokonali Finów 6:4. Brąz zdobyli reprezentanci Czech, którzy wygrali ze Szwajcarami 5:4. To jedyny tytuł w historii tego kraju. Szóste miejsce zajęły Polki[761].
- 4–10 grudnia – 44. edycja Pucharu Świata w tenisie stołowym w Chinach. Zwycięstwo odnieśli Chińczycy. Drugie miejsce zajęli reprezentanci Korei Południowej, natomiast trzecie Japonii[762].
- 6–10 grudnia – 18. edycja Klubowych Mistrzostw Świata w piłce siatkowej mężczyzn w Indiach. W finale siatkarze włoskiego Sir Safety Perugia pokonali zawodników brazylijskiego Itambé/Minas 3:0. Brązowy medal wywalczyli reprezentanci japońskiego Suntory Sunbirds, którzy wygrali z siatkarzami tureckiego Halkbank Ankara 3:2. To drugi tytuł w historii włoskiego klubu. MVP turnieju i najlepszym przyjmującym wybrany został Ukrainiec Ołeh Płotnycki. Pozostałe wyróżnienia otrzymali Włosi, Sebastián Solé (środkowy) i Simone Giannelli (rozgrywający), Brazylijczycy, Renan Michelucci (środkowy), Marcus Vinícius Coelho (przyjmujący) i Maique Nascimento (libero) oraz Rosjanin Dmitrij Muserski (atakujący)[763].
- 7–10 grudnia – 26. edycja Finału Grand Prix w łyżwiarstwie figurowym w Pekinie. Najlepszymi solistami zostali Amerykanin Ilia Malinin i Japonka Kaori Sakamoto, parą sportową reprezentanci Niemiec, Minerva Fabienne Hase i Nikita Volodin, natomiast parą taneczną reprezentanci Stanów Zjednoczonych, Madison Chock i Evan Bates[764].
- 2–15 grudnia – 37. Mistrzostwa Świata w szybownictwie sportowym w australijskim Narromine. W klasie 15-metrowej po raz osiemnasty mistrzem świata został Polak Sebastian Kawa. W kategorii Standard triumfował Brytyjczyk Tom Arscott, natomiast w klasie Junior Australijczyk James Nugent[765].
- 29 listopada–17 grudnia – 26. Mistrzostwa Świata w piłce ręcznej kobiet w Danii, Norwegii i Szwecji. W finale Francuzki pokonały Norweżki 31:28. To trzeci tytuł w historii tej reprezentacji. Brązowy medal wywalczyły Dunki, które wygrały ze Szwedkami 28:27. Najbardziej wartościową zawodniczką turnieju został Norweżka Henny Reistad, natomiast królową strzelczyń Czeszka Markéta Jeřábková (63 bramki)[766].
- 10–17 grudnia – Mistrzostwa Świata w ulicznym skateboardingu w Tokio. Po tytuły mistrzowskie sięgnęli Francuz Aurelien Giraud i Brazylijka Rayssa Leal[767].
- 13–17 grudnia
  - 16. edycja Klubowych Mistrzostw Świata w piłce siatkowej kobiet w Hangzhou. W tureckim finale siatkarki Eczacıbaşı Dynavit pokonały rywalki z VakıfBank SK 3:2. Brązowy medal wywalczyły zawodniczki chińskiego Tianjin Bohai Bank, które wygrały z oponentkami z brazylijskiego Praia Clube 3:1. MVP i najlepszą atakującą turnieju została Serbka Tijana Bošković. Pozostałe wyróżnienia otrzymały Turczynki, Elif Şahin (rozgrywająca), Ayça Aykaç (libero) i Zehra Güneş (środkowa), Brazylijka Gabriela Braga Guimarães (przyjmująca) oraz Chinka Li Yingying (przyjmująca)[768].
  - 6. edycja BWF World Tour Finals w badmintonie w Hangzhou. W grze pojedynczej najlepsi okazali się Duńczyk Viktor Axelsen i reprezentantka Chińskiej Tajpej Tai Tzu-ying. W deblu triumf odnieśli reprezentanci Korei Południowej, Kang Min-hyuk i Seo Seung-jae oraz Chinki, Chen Qingchen i Jia Yifan. W grze mieszanej po wygraną sięgnęli Chińczycy, Zheng Siwei i Huang Yaqiong[769].
- 12–22 grudnia – 20. edycja Klubowych Mistrzostw Świata w piłce nożnej w Arabii Saudyjskiej. W finale piłkarze Manchesteru City rywali z brazylijskiego Fluminense 4:0. Brązowy medal wywalczyli reprezentanci egipskiego Al-Ahly, którzy wygrali z oponentami z japońskiej Urawy Red Diamonds 4:2. Najbardziej wartościowym zawodnikiem turnieju został Hiszpan Rodri. Najwięcej bramek strzelili Argentyńczyk Julián Álvarez, Francuz Karim Benzema i Tunezyjczyk Ali Maâloul (2 bramki)[770].
- 26–28 grudnia – 11. Mistrzostwa Świata w szachach szybkich w uzbekistańskiej Samarkandzie. Po tytuły mistrzowskie sięgnęli Norweg Magnus Carlsen i Rosjanka Anastasija Bodnaruk[771].

## Zdarzenia astronomiczne

### Styczeń
- 1 stycznia – godz. 21:53 – Koniunkcja Księżyc – Uran w odległości – 0°39
- 3 stycznia – godz. 19:47 – Koniunkcja Księżyc – Mars w odległości – 0°31′
- 3 stycznia – godz. 20:09 – Koniunkcja Księżyc – Mars w odległości – 41,9 minut kątowych
- 3 stycznia Maksimum meteorów z roju Kwadrantydów (ZHR: ~100)
- 4 stycznia – godz. 16:17 – Ziemia najbliżej Słońca (Peryhelium)
- 22 stycznia – godz. 22:13 – Koniunkcja Wenus – Saturn w odległości – 0°21′
- 23 stycznia – godz. 09:25 – Koniunkcja Księżyc – Saturn w odległości – 3°35′
- 23 stycznia – godz. 10:19 – Koniunkcja Księżyc – Wenus w odległości – 3°13′
- 25 stycznia – godz. 07:42 – Koniunkcja Księżyc – Neptun w odległości – 2°25′
- 26 stycznia – godz. 03:18 – Koniunkcja Księżyc – Jowisz w odległości – 1°37′
- 29 stycznia – godz. 03:37 – Koniunkcja Księżyc – Uran w odległości – 0°53′
- 31 stycznia – godz. 04:27 – Koniunkcja Księżyc – Mars w odległości – 0°06′

### Luty
- 1 lutego – Kometa C/2022 E3 – najbliżej Ziemi
- 2 lutego – Kometa C/2022 E3 – najbliżej Ziemi
- 15 lutego – godz. 12:26 – Koniunkcja Wenus – Neptun w odległości – 0°01′
- 18 lutego – godz. 22:36 – Koniunkcja Księżyc – Merkury w odległości – 3°27′
- 20 lutego – godz. 02:00 – Koniunkcja Księżyc – Saturn w odległości – 3°25′
- 21 lutego – godz. 19:52 -Koniunkcja Księżyc – Neptun w odległości – 2°12′
- 22 lutego – godz. 09:26 – Koniunkcja Księżyc – Wenus w odległości – 1°51′
- 22 lutego – godz. 22:48 – Koniunkcja Księżyc – Jowisz w odległości – 1°03′
- 25 lutego – godz. 12:25 – Koniunkcja Księżyc – Uran w odległości – 1°11′
- 28 lutego – godz. 04:21 – Koniunkcja Księżyc – Mars w odległości – 1°04′
- 28 lutego – godz. 04:21 – Koniunkcja Księżyc – Mars w odległości – 1°04′

### Marzec
- 1 marca – godz. 16:00 – Bliska koniunkcja Jowisz – Wenus w odległości – 0°40′
- 2 marca – godz. 05:36 – Koniunkcja Wenus – Jowisz w odległości – 0°29′
- 2 marca – godz. 14:34 – Koniunkcja Merkury – Saturn w odległości – 0°53′
- 16 marca – godz. 17:13 – Koniunkcja Merkury – Neptun w odległości – 0°23′
- 19 marca – godz. 17:28 – Koniunkcja Księżyc – Saturn w odległości – 3°19′
- 21 marca – godz. 08:20 – Koniunkcja Księżyc – Neptun w odległości – 2°06′
- 21 marca – Ceres w opozycji – Jasność: 7,1 mag
- 22 marca – godz. 01:34 – Koniunkcja Księżyc – Merkury w odległości – 1°37′
- 22 marca – godz. 20:17 Koniunkcja Księżyc – Jowisz w odległości – 0°29′
- 24 marca – godz. 10:31 – Koniunkcja Księżyc – Wenus w odległości – 0°06′
- 24 marca – godz. 23:52 – Koniunkcja Księżyc – Uran w odległości – 1°26′
- 28 marca – godz. 06:51 – Koniunkcja Merkury – Jowisz w odległości – 1°17′
- 28 marca – godz. 13:19 – Koniunkcja Księżyc – Mars w odległości – 2°18′
- 30 marca – godz. 22:25 – Koniunkcja Wenus – Uran w odległości – 1°13′

### Kwiecień
- 1 kwietnia – Początek okresu dobrej widoczności Merkurego na wieczornym niebie
- 16 kwietnia – godz. 05:58 – Koniunkcja Księżyc – Saturn w odległości – 3°12′
- 17 kwietnia – godz. 18:57 – Koniunkcja Księżyc – Neptun w odległości – 2°03′
- 19 kwietnia – godz. 17:27 – Koniunkcja Księżyc – Jowisz w odległości – 0°07′
- 20 kwietnia – godz. 04:17 – Hybrydowe zaćmienie Słońca (Ocean Indyjski, Australia)
- 21 kwietnia – godz. 08:06 – Koniunkcja Księżyc – Merkury w odległości – 1°45′
- 21 kwietnia – godz. 12:09 – Koniunkcja Księżyc – Uran w odległości – 1°35′
- 21 kwietnia/22 kwietnia – Maksimum meteorów z roju Lirydów
- 23 kwietnia – godz. 12:43 – Koniunkcja Księżyc – Wenus w odległości – 1°17′
- 26 kwietnia – godz. 03:08 – Koniunkcja Księżyc – Mars w odległości – 3°13′

### Maj
- 5 maja – godz. 17:24 – Półcieniowe zaćmienie Księżyca (W Polsce końcowe fazy przy wschodzie Księżyca)
- 5/6 maja – Maksimum meteorów z roju eta Akwarydy
- 13 maja – godz. 15:12 – Koniunkcja Księżyc – Saturn w odległości – 3°00′
- 15 maja – godz. 02:57 – Koniunkcja Księżyc – Neptun w odległości – 1°58′
- 17 maja – godz. 12:47 – Koniunkcja Księżyc – Jowisz w odległości – 0°43′
- 17 maja – godz. 23:27 – Koniunkcja Księżyc – Merkury w odległości – 3°17′
- 18 maja – godz. 23:28 – Koniunkcja Księżyc – Uran w odległości – 1°43′
- 23 maja – godz. 12:45 – Koniunkcja Księżyc – Wenus w odległości – 2°12′
- 23/24 maja – Maksimum meteorów z roju Camelopardalidów
- 24 maja – godz. 19:21 – Koniunkcja Księżyc – Mars w odległości – 3°40′

### Czerwiec
- 1 czerwca – Rozpoczyna się sezon na obserwacje obłoków srebrzystych
- 11 czerwca – godz. 09:09 – Koniunkcja Księżyc – Neptun w odległości – 1°46′
- 14 czerwca – godz. 05:40 – Koniunkcja Księżyc – Jowisz w odległości – 1°23′
- 15 czerwca – godz. 08:55 – Koniunkcja Księżyc – Uran w odległości – 1°53′
- 16 czerwca – godz. 19:12 – Koniunkcja Księżyc – Merkury w odległości – 4°13′
- 21 czerwca – astronomiczne lato o 14:58
- 22 czerwca – godz. 03:08 -Koniunkcja Księżyc – Wenus w odległości – 3°31′
- 22 czerwca – godz. 12:42 – Koniunkcja Księżyc – Mars w odległości – 3°34′
- 28 czerwca – Maksimum meteorów z roju Czerwcowe Bootydy

### Lipiec
- 6 lipca – godz. 20:07 – Ziemia najdalej od Słońca (Aphelium)
- 7 lipca – godz. 04:47 – Koniunkcja Księżyc – Saturn w odległości – 2°26′
- 8 lipca – godz. 15:22 – Koniunkcja Księżyc – Neptun w odległości – 1°32′
- 11 lipca – godz. 20:04 – Koniunkcja Księżyc – Jowisz w odległości – 2°04′
- 12 lipca – godz. 16:42 – Koniunkcja Księżyc – Uran w odległości – 2°09′
- 19 lipca – godz. 11:23 – Koniunkcja Księżyc – Merkury w odległości – 3°20′
- 21 lipca – godz. 06:36 – Koniunkcja Księżyc – Mars w odległości – 2°58′
- 22 lipca – Pluton w opozycji
- 28 lipca – Maksimum meteorów z roju Południowych delta Akwarydów

### Sierpień
- 3 sierpnia – godz. 11:53 – Koniunkcja Księżyc – Saturn w odległości – 2°15′
- 4 sierpnia – godz. 23:00 – Koniunkcja Księżyc – Neptun w odległości – 1°19′
- 8 sierpnia – godz. 08:11Koniunkcja Księżyc – Jowisz w odległości – 2°41′
- 8 sierpnia – godz. 23:51Koniunkcja Księżyc – Uran w odległości – 2°27′
- 11/12 sierpnia – Duża aktywność meteorów z roju Perseidów
- 12/13 sierpnia – Maksimum meteorów z roju Perseidów (ZHR: ~100)
- 13/14 sierpnia – Duża aktywność meteorów z roju Perseidów
- 19 sierpnia – godz. 00:58 – Koniunkcja Księżyc – Mars w odległości – 1°56′
- 27 sierpnia – godz. 08:28 – Saturn w opozycji
- 30 sierpnia – godz. 19:33 – Koniunkcja Księżyc – Saturn w odległości – 2°16′
- 31 sierpnia – godz. 01:35 – Superpełnia (odległość: 357344 km) Faza Księżyca – pełnia

### Wrzesień
- 1 września – Początek okresu dobrej widoczności Merkurego na porannym niebie
- 1 września – godz. 08:13 – Koniunkcja Księżyc – Neptun w odległości – 1°13′
- 4 września – godz. 18:06 – Koniunkcja Księżyc – Jowisz w odległości – 3°05′
- 5 września – godz. 07:28 -Koniunkcja Księżyc – Uran w odległości – 2°42′
- 16 września – godz. 19:53 – Koniunkcja Księżyc – Mars w odległości – 0°35′
- 19 września – godz. 11:18 – Neptun w opozycji
- 23 września – astronomiczna jesień godz. 06:50
- 27 września – godz. 03:01 – Koniunkcja Księżyc – Saturn w odległości – 2°25′
- 28 września – godz. 17:54 – Koniunkcja Księżyc – Neptun w odległości – 1°16′

### Październik
- 2 października – godz. 01:37 – Koniunkcja Księżyc – Jowisz w odległości – 3°09′
- 2 października – godz. 15:57 – Koniunkcja Księżyc – Uran w odległości – 2°46′
- 8 października – Maksimum meteorów z roju Drakonidów
- 14 października – godz. 08:58 – Koniunkcja Księżyc – Merkury w odległości – 0°36′
- 15 października – godz. 15:36 Koniunkcja Księżyc – Mars w odległości – 0°54′
- 21 października – Maksimum meteorów z roju Orionidów
- 24 października – godz. 09:34 – Koniunkcja Księżyc – Saturn w odległości – 2°32′
- 26 października – godz. 02:22 – Koniunkcja Księżyc – Neptun w odległości – 1°20′
- 28 października – godz. 20:14 – Częściowe zaćmienie Księżyca – faza 13%
- 29 października – godz. 06:37 – Koniunkcja Księżyc – Jowisz w odległości – 2°54′
- 29 października – godz. 14:22 – Koniunkcja Merkury – Mars w odległości – 0°20′
- 30 października – godz. 00:36 – Koniunkcja Księżyc – Uran w odległości – 2°42′

### Listopad
- 3 listopada – godz. 05:03 – Jowisz w opozycji
- 9 listopada – godz. 10:00 – Dzienne zakrycie Wenus – 42 st.
- 9 listopada – godz. 10:23 – Koniunkcja Księżyc – Wenus w odległości – 0°53′
- 13 listopada – godz. 12:19 – Koniunkcja Księżyc – Mars w odległości – 2°21′
- 13 listopada – godz. 17:20 – Uran w opozycji
- 14 listopada – godz. 14:04 – Koniunkcja Księżyc – Merkury w odległości – 1°37′
- 17/18 listopada – Maksimum meteorów z roju Leonidów
- 22 listopada – godz. 08:45 – Koniunkcja Księżyc – Neptun w odległości – 1°18′
- 25 listopada – godz. 09:43 – Koniunkcja Księżyc – Jowisz w odległości – 2°32′
- 26 listopada – godz. 08:03 – Koniunkcja Księżyc – Uran w odległości – 2°36′

### Grudzień
- 9 grudnia – godz. 14:24 – Koniunkcja Księżyc – Wenus w odległości – 3°19′
- 12 grudnia – godz. 10:06 – Koniunkcja Księżyc – Mars w odległości – 3°31′
- 13/14 grudnia -Maksimum meteorów z roju Geminidów
- 14 grudnia – godz. 05:47 – Koniunkcja Księżyc – Merkury w odległości – 4°22′
- 17 grudnia – godz. 23:32 – Koniunkcja Księżyc – Saturn w odległości – 2°16′
- 19 grudnia – godz. 14:08 – Koniunkcja Księżyc – Neptun w odległości – 1°07′
- 22 grudnia – godz. 12:38 – Koniunkcja Księżyc – Jowisz w odległości – 2°01′
- 23 grudnia – godz. 20:36 – Koniunkcja Księżyc – Uran w odległości – 2°34′
- 29 grudnia – godz. 06:51 – Koniunkcja Merkury – Saturn w odległości – 1°33′
- 29 grudnia – godz. 18:23 – Koniunkcja Księżyc – Mars w odległości – 2°42′
- 31 grudnia – godz. 09:55 – Koniunkcja Księżyc – Wenus w odległości – 3°48′

## Nagrody Nobla
- z medycyny i fizjologii – Katalin Karikó, Drew Weissman
- z fizyki – Pierre Agostini, Ferenc Krausz, Anne L’Huillier
- z chemii – Moungi Bawendi, Louis Brus, Aleksiej Jekimow
- z literatury – Jon Fosse
- pokojowa – Narges Mohammadi
- z ekonomii – Claudia Goldin

## Święta ruchome
- Tłusty czwartek: 16 lutego[772]
- Ostatki: 21 lutego
- Popielec: 22 lutego
- Niedziela Palmowa: 2 kwietnia
- Pamiątka śmierci Jezusa Chrystusa: 4 kwietnia
- Wielki Czwartek: 6 kwietnia
- Wielki Piątek: 7 kwietnia
- Wielka Sobota: 8 kwietnia
- Wielkanoc: 9 kwietnia
- Poniedziałek Wielkanocny: 10 kwietnia
- Wniebowstąpienie Pańskie: 21 maja
- Zesłanie Ducha Świętego: 28 maja
- Boże Ciało: 8 czerwca